# 近親性交

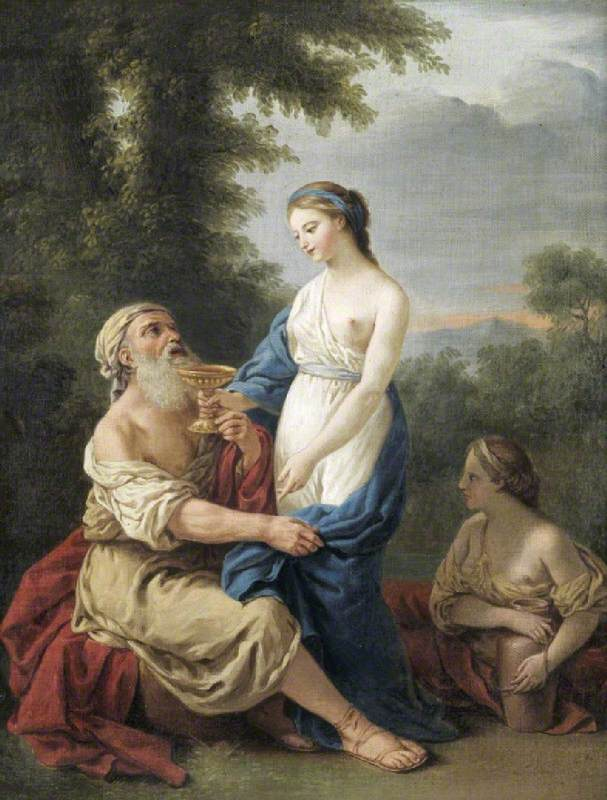
塞繆爾·伍德福德所繪的。聖經提及羅得絕嗣后，他的女兒與之性交。

近親性行為（英語：incest），亦稱近親性交、亂倫 、近親相姦，是指發生在有親屬關係的家庭成員間的性行為。它一般是指血親之間的性行為，但其範圍可延伸至以下沒血緣關係者的性行為：同一氏族或同一世家的人、姻親之間、被領養者與領養方成員或親屬。
不論古今，亂倫禁忌都是人类社會中最为普遍的文化禁忌。社會大眾大多對一等親間的性行為持批判態度，普世文化通則之一便是對兄弟姊妹性行為的避免和防範。一些社會甚至會把相關禁忌延伸至奶親、繼兄弟姊妹、義兄弟姊妹等。 不過是否以法律禁止之及其具體規定則因社會而異。在近親性行為違法的社會中，一些研究者視成人間合意發生的近親性行為為無被害人犯罪。
禁止近親性行為的常見理由包括避免近親繁殖，基因關係相近的人所產下的孩子有較大機會患上一系列的遺傳疾病。相關風險跟量度基因有多相近的亲缘系数成正比。不過也有接受者認為近親性行為不一定是為了生育。文化人類學家指出，避免近親繁殖不是亂倫禁忌的唯一基礎，因為它的界限因文化而異，且不一定以使近親繁殖最小化的方式存在。
一些社會的王室會視近親婚姻為把皇室血統永久延續下去的手段，古埃及王室便是其一。儘管一些社會對於近親性行為的不道德性和違法性有著不同的觀點（這包括峇里人和一部分因纽特人部落），但差不多所有社會皆對一等親間的性行為持批判態度，對近親性行為的避免和防範，以及對母子間的性行為的禁忌，是普世文化通則之一。

## 歷史

### 史前時代
2011年，研究者團隊對一具女尼安德特人遺骨的DNA進行分析，結果顯示該女性的兩親為近親，並以此推斷她可能是繼兄弟姊妹間或伯父/叔父跟侄女所生下的女兒。該團隊指出由於當時的社會規模仍是十分細小的緣故，所以近親繁殖並不算罕見。

### 古代-10世紀

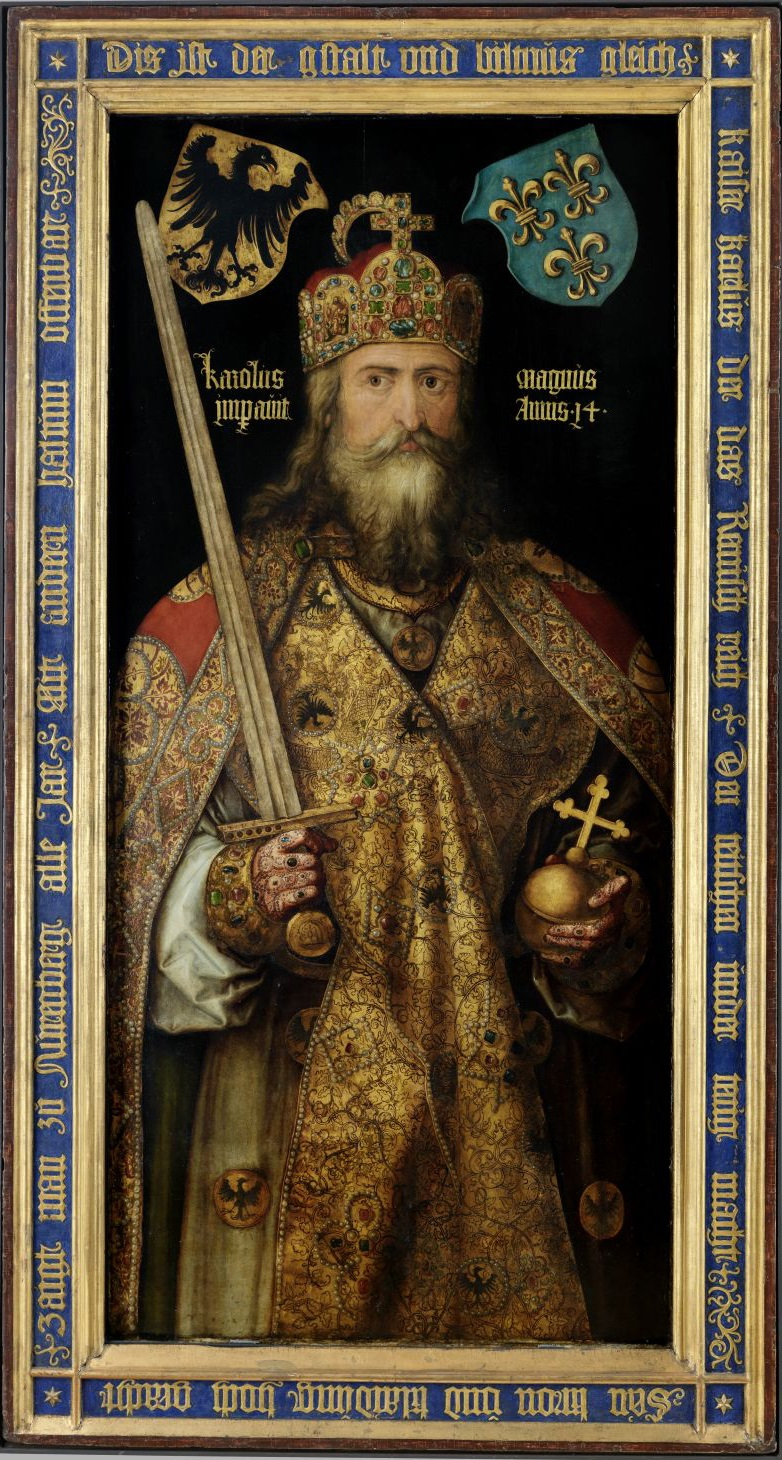
查理曼曾跟妹妹吉斯拉發生性行為

在古代，堪察加半島王室、玻里尼西亞、中南半島、泰国、馬紹爾群島、愛爾蘭一般接受兄弟姊妹間的婚姻。泰国、埃蘭、腓尼基、卡里亚、伊比利亚、埃塞俄比亞、布干達、麦罗埃、苏美尔、古波斯、亞美尼亞王國等地的皇室皆有進行過兄弟姐妹婚；苏美尔的皇室也會進行姊弟婚。阿契美尼德王朝的冈比西斯二世跟兩位妹妹阿托莎和羅克桑娜結婚。古波斯萨珊王朝的喀瓦德一世也和其女兒發展了戀愛關係。在亞美尼亞王國到了亞爾塔西亞茲王朝時期時，皇帝提格蘭四世跟姐妹埃拉托結婚；對於當時的亞美尼亞而言，近親結婚有著普及化的趨勢，這一情況即使在一性论基督教普及以後也沒有改變。查理曼曾跟妹妹吉斯拉發生性行為。中世紀有傳說指羅蘭是他們倆所生下的孩子。查理曼對妹妹和母親抱有同樣的好感。此外，他深愛著自己的6名女兒，這具體表現为寧要女兒終生不嫁，也不想把她們嫁給國民或其他民族。
地米斯托克利的其中一位女兒跟親兄弟結婚。古阿拉伯半岛的人民及信奉伊斯兰教的南斯拉夫人會進行兄妹婚、姊弟婚。
健馱邏國的祭司在其滅亡之後遷往印度西北部，在當地擁有兄弟姊妹間發生性行為的習俗。鞑靼人可以父女通婚。亚述人由於崇拜沙米拉姆的緣故，所以會與母親結婚。數百年來，印度尼西亚的巴杜伊族只依靠近親性行為來延續繁衍。近親性行為為普遍存在於法蘭克人當中的習俗。
波斯灣沿岸一帶的地方擁有兒子跟母親一起發生性行為的習俗。所罗门群岛則承認父親跟女兒的婚姻。

#### 古埃及

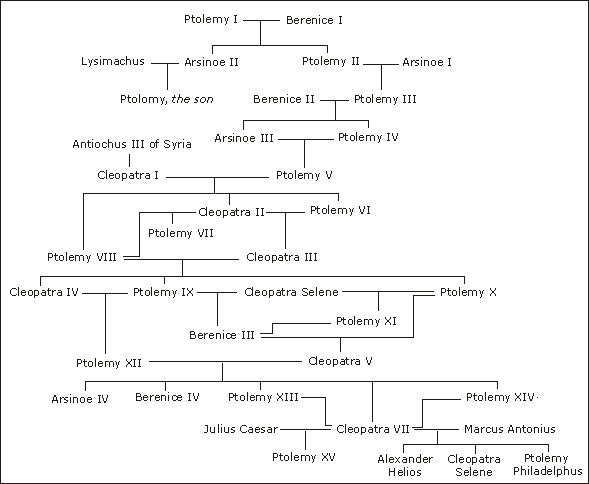
托勒密王朝的埃及王室家系圖

有一種理論認為在古埃及，王位繼承權落在第一王女手中，但真正的君主是其丈夫（法老）。於是屬於王室成員的兄妹及姊弟會互相通婚，把本來由王女繼承的王位轉交給由男系王室成員來繼承。比如胡夫的兒子雷吉德夫在他的哥哥死後，娶了胡夫之女、原為他哥哥之妻的赫特弗瑞丝二世為妻，並繼承王位。
然而在2013年，大城道則指出，國王的女兒擁有繼承權的理論已經過時。此外儘管不可信，但希羅多德在他的《歷史》中指出，孟卡拉的女兒因跟父親發生性關係而陷入苦惱，最後自殺。另有妻子死後把女兒當作妻子般寵愛的例子——拉美西斯二世的妻子妮菲塔莉死了以後，他把他們倆所生的女兒梅利塔蒙當作妻子般寵愛。
在古埃及，不僅上層階級盛行近親婚姻，下層也會彷效進行之。具體而言，古羅馬埃及的121對夫婦中，就有20對為親兄弟姐妹，4對為繼兄弟姐妹，2對為表親，其餘95對則沒有血緣關係。
此外山内昶於1996年引述指，2世紀有記載的埃及故事當中，20％能夠確定為兄弟姐妹婚（相當於113例婚姻中的23例）。

#### 以色列

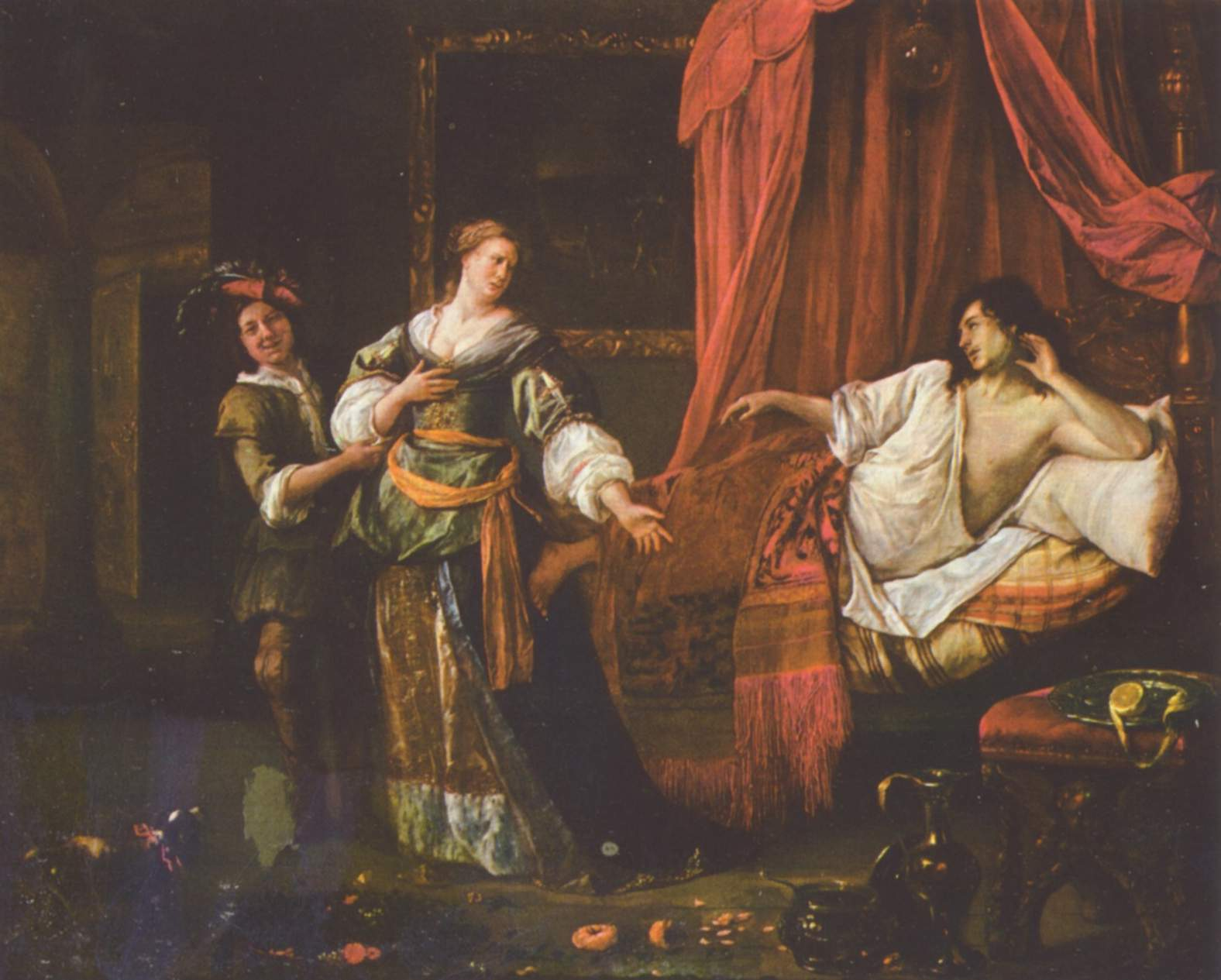
揚·斯特恩所繪的

大衛王的兒子押沙龙之姐妹他瑪被異母兄弟暗嫩強姦（撒母耳記下13章）。希伯來人接受繼兄弟姐妹婚。東方學學者諾爾迪克對把姐妹稱為妻子的情詩有所介紹。
由於古犹地亚王族希律亚基帕二世的大部分時間都在王宮內跟他的妹妹貝倫妮絲一同度過，所以傳出他們倆有過性行為的謠言。

#### 羅馬帝國
古羅馬帝國的卡利古拉跟三個妹妹利维亚、德鲁西拉、小阿格里皮娜都發生過性關係。卡利古拉尤愛德鲁西拉，因為德鲁西拉把自己的贞操獻了給他。這使得卡利古拉在患了重病時指定由德鲁西拉繼承他的統治權及財產。當德鲁西拉死去時，卡利古拉宣布全國進入悼念狀態。在那之後每到宣誓時，都會加入「向德鲁西拉發誓」。小阿格里皮娜後來跟她的叔父克勞狄一世結婚。

#### 中國
中國也有齐襄公跟繼妹文姜發生性關係的事例。在2001年，歷史學家徐送迎指出，於父權制社會中，兄妹、姐弟間的性行為因會使丈夫在性上跟第二個男人存有間接關係，而為社會不容。他指出春秋時代的齊可能是受到母系社會的影響，而出現一家大女兒不去嫁人而守家的習俗。他認為齐襄公跟文姜的性關係只是受到东夷的風俗所影響而出現。
宋孝武帝跟其母路惠男也有發生過性行為的傳言。東道定雄則在其著作《宋書物語》中推測謠言是源於妒忌宋孝武帝和路惠男的後妃，惟無從考證該傳言的真偽。
《資治通鑒》中則有記載賀蘭敏之跟其外祖母楊氏發生過性行為，但一般不認為這是真實發生過的事。

#### 朝鲜半岛

新羅王家的家系圖

對於新羅而言，王族因通婚而生下的孩子會被視為「聖骨」，且能繼承王位。王族三等親因此能夠繼承王位的例子包括由葛文王立宗和侄女只召夫人所生的真兴王，真興王的兒子銅輪和真興王的姐妹萬呼夫人所生的真平王。
《高麗史節要》指出，高麗要同姓結婚的人不會把母親的姓繼承下去，反之改用其他姓氏掩飾之。

#### 日本

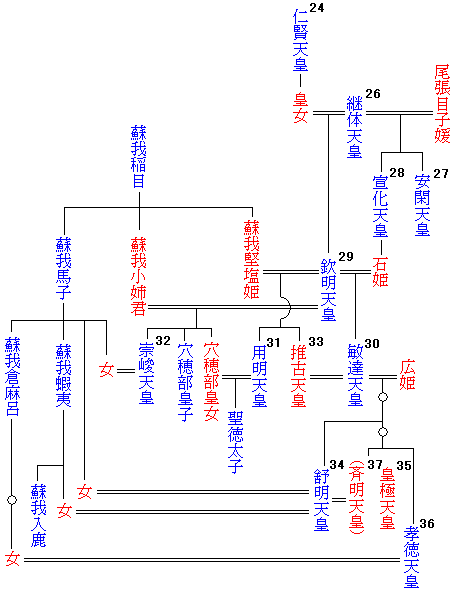
聖徳太子時代的日本天皇家系圖

儘管日本第1代天皇神武天皇在位前的時代只以神話形式流傳，但傳說有指天皇是彥波瀲武鸕鷀草葺不合尊和其叔母玉依姬所生的。雖然闕史八代的資料正確性存有疑問，但記載指孝安天皇跟其侄女押媛性交，生下了孝靈天皇。此外也有繼母子結婚的記錄，孝靈天皇的兒子孝元天皇之皇妃伊香色谜命在嫁給繼子開化天皇後，產下崇神天皇。大塚光先排除想開化天皇成為孝元天皇的後繼者的可能性，並以上述事實推測開化天皇很可能是伊香色谜命的真正兒子。
據《古事記》和《日本書紀》所述，木梨輕皇子與輕大娘皇女兄妹兩人之間保持著性關係。木梨輕皇子為允恭天皇和忍坂大中姬所生的第一皇子，而輕大娘皇女則為兩人所生的二皇女，兩人為同父同母的兄妹。兩史與萬葉集亦有記載兩人吟詠男女愛情的相聞歌。
而《日本書紀》指出蘇我稻目之女蘇我小姊君嫁給了第29代天皇欽明天皇為次妃，生下了穴穗部間人皇女，她後來成為了第31代天皇用明天皇的皇后。記紀一同指出聖德太子為钦明天皇的長子用明天皇和第三皇女穴穗部間人皇女之子。用明天皇駕崩後，穴穗部間人皇女復嫁給繼子田目皇子（載於《上宮記》），這按照現在的說法就是義母子結婚。田目皇子跟繼兄的母親，兼他的姑姑结婚。豐田有恆認為田目皇子跟穴穗部間人皇女沒發生過性行為，因為從聖德太子的角度來看，這是不容接受的。

### 11-19世紀
完顏亮在金朝的首都移至中都（現在的北京）後，跟堂兄弟之妻阿里虎發生性關係，立其為妃，之後又跟其女兒重節發生性關係，他因而獲得「獸性狂」這一恶名。
《高麗史節要》指出，忠惠王同庶母壽妃權氏通姦，此外又強姦了其亡父的妻子、他的庶母慶華公主。
印加帝國的王室彷效了印加王室始祖曼科·卡帕克的婚姻形式，為保持血統的純正性而不斷地進行近親婚姻。曼科·卡帕克為了防止財產繼承糾紛的情況出現、保障上帝后裔的血統純潔，而命令王位的繼承人永遠要跟最大的姐妹結婚。
對於夏威夷的王室而言，近親婚姻不僅是可接受的婚姻形式，其還是一種獎勵。卡美哈梅哈三世曾跟他的妹妹納夏奈發生性行為。當時人民認定族長跟妹妹或姐姐結婚後所生下的兒子是很神聖的，任何人都要在他面前鞠躬；這是因為其神話中其他神祇是因天父跟女兒性交而誕生的，所以他們認為近親結合为最合神的意旨。跟繼姊或繼妹所生下的兒子則沒那麼神聖，在他面前坐下便可。新幾內亞的夏威夷族承認父女婚，马来群岛和米納哈薩地區也承認親子婚、兄弟姐妹婚。
西非达荷美王国的王室成員能夠進行兄妹婚、姐弟婚；姆巴提人能夠進行母子婚。
贊德人的貴紳家族對近親性行為持贊同態度——在多布族中，父親死去後，母親跟兒子發生性行為的情況並不罕見。東加的獵人在為一場大狩獵準備時，會跟女兒發生性行為。马达加斯加的酋長和國王能跟姐妹結婚。馬達加斯加的某些族群甚至相信兄妹婚及姐弟婚是幸福的基礎。

#### 日本
鳥羽天皇跟其愛人藤原忠雅及藤原賴長發生了男色關係，橋本治以此推測上述兩者也發生過男色關係。安德天皇在表面上為高倉天皇跟堂姊平德子之子，但她也跟其兄平宗盛發生過性關係，所以也有說法指安德天皇的真正父母為他們倆。
自鎌倉時代起，對近親性行為的禁忌開始愈演強烈。後深草天皇把義姐西園寺公子（血緣上的叔母）立為中宮，但其父後嵯峨天皇以影響情緒觀感為由，把她從中宮逐出。龟山天皇上任之後，後深草天皇的持明院統跟龟山天皇的大覺寺統間發生了皇位繼承權的爭奪，最終使日本進入南北朝時代。《不問自語》指後深草天皇跟繼妹愷子内親王發生過性關係。後深草院二条對此感到失望，因為她很期待愷子内親王會對這段關係有些許抵抗，但結果事與願違。《增镜》則指出，龟山天皇跟繼妹兼後宮懌子内親王發生性關係後，使其產下一名體弱的孩子，然後再把其交給乳母照顧。
江戶時代的醫生、思想家安藤昌益認為親兄弟姐妹結婚跟發生性關係是一件十分普通而又人道的事。

#### 歐洲

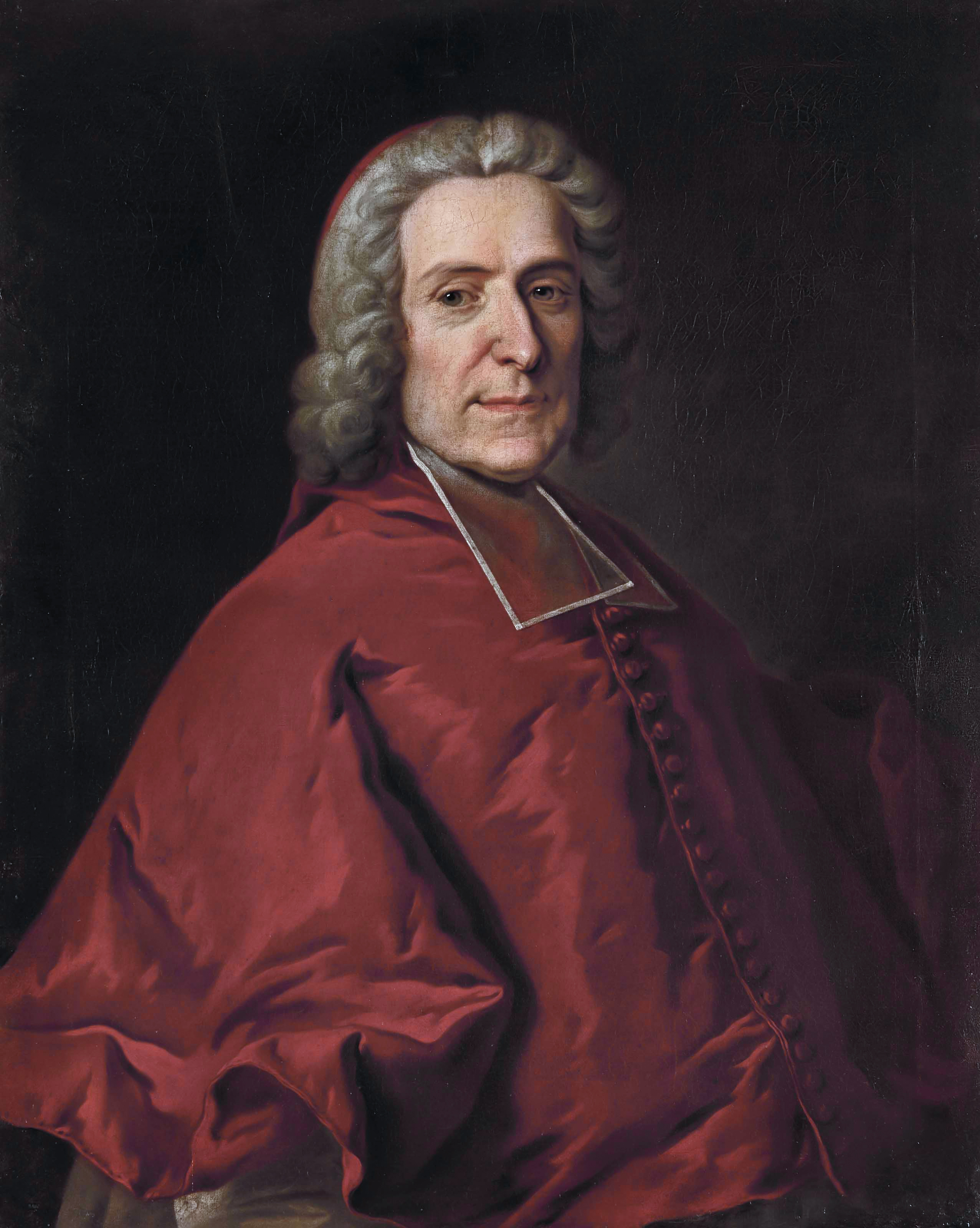
樞機皮埃爾·蓋因·德·唐森把姐妹視為愛人看待，並會愛撫她們的乳房

傳言指西班牙教宗亞歷山大六世跟其女兒盧克雷齊亞·波吉亞發生性關係；而盧克雷齊亞又跟其兄切萨雷·波吉亚發生關係。此一流言因他在盧克雷齊亞·波吉亞的肖像畫中畫了類似黑百合的花朵而誕生。此外亞歷山大六世在詔書中寫到自己是女兒之子的父親。教宗若望十二世與他的妹妹和母親馬羅齊亞發生過性行為，若望十三世跟近親也有同樣的關係。樞機皮埃爾·盖因·德·唐森把姐妹視為愛人看待，並會愛撫她們的乳房，他尤愛他的妹妹克勞迪的乳房。教宗西斯都四世奪走了3名姊妹的贞操。並使她們生了2個女兒，然後又跟該2名女兒發生性關係。
法國國王的女兒玛格丽特跟其兄查理九世以及弗朗索瓦發生了肉體關係，並跟其弟亨利三世存有戀愛關係。詩人奥比涅和龍沙曾為這段關係創作贊美詩。當時人們對這段關係沒什麼特別感受。
莫里哀在1662年跟戲劇演員阿爾曼德·貝雅爾結婚，但有質疑指其真正的戀人為阿爾曼的母親德瑪德琳·貝賈爾特。莫里哀本人認为阿爾曼德就像德瑪德琳的妹妹一樣。官方記錄上兩者的確是姊妹關係，但瑪德琳的母親也有可能把私生女報為婚生子女。
自18世紀開始，法國思想家的價值觀開始偏向於相對主義，主張思想自由、開放。這個時期的哲學家薩德侯爵贊揚家族間的性愛關係。而法國人則稱近親性行為為「哲學的罪行」。一部分相信神話傳說的特權階級開始彷效神話，發生近親性行為。
法國大革命期間，極左派人物雅克·R·埃贝尔指責玛丽·安托瓦内特跟其子路易十七發生性關係。她在革命法庭上對著旁聽的女性稱，此言是在侮辱母親，但最終因為反革命罪而魂斷斷頭台。此一控訴引起旁聽人的反彈，並激怒了马克西米连·罗伯斯庇尔；而有關指責正是檢察官安托万·康坦·富基耶-坦维尔展開審判的理由。
拿破崙本人十分喜歡他的妹妹波琳·波拿巴，他們在厄尔巴岛上度過了一段時間，因此傳出他們倆在那裡發生性行為的謠言。他的妻子認為他們倆的關係「過分親密」。波琳因認為人們對此的反應會很有趣，所以有興趣跟拿破崙發生性關係。贾科莫·卡萨诺瓦曾跟自己的女兒發生性關係，這在他的自傳中有提及過。
奧伯利·比亚兹莱在跟弗兰克·哈里斯共进午餐后，透露他跟姊姊梅布尔·比亚兹莱發生過性關係。梅布尔在1892年未婚懷孕，同時奥伯利的作品中開始出現胎兒的角色，於是有猜測指他正是該胎兒的父親。

### 20世紀以後
皮埃尔·莫里尼埃曾親吻以姐妹為原型的雕塑的腳。1918年，他的姐妹因染上了西班牙流感而去世，皮埃尔便跟該遺體性交，然後射精。皮埃尔·莫里尼埃也認為女兒莫妮克很有魅力，因此在波尔多人間傳出兩者為戀人的流言。莫妮克指出：「我知道父親以帶有戀情的目光來看待自己，並在結婚的6個月前就一直妒忌著婚約者，但我們從始至終皆沒發生過性關係」。
中国抗日战争期間日軍在南京實施了大屠殺。當時德國駐南京大使館的書記喬治·羅森棲寫道，日軍脅迫中國婦女發生近親性行為。日本無條件投降後中方召開了国防部审判战犯军事法庭，並採用了郭岐的《陷都血淚錄》為證據，指控日軍對於上述暴行樂見不疲；不過日方部分人則認為日軍不會犯下如此反倫理的罪行。
1957年，久保攝二發表了名為《有關近親相姦的研究》的論文，其為日本首項有關這範疇的實態研究。在這以前人們一直對此抱著「變態的父親在山中對智力低下的女兒進行性虐待」的刻板印象。
1968年，在世界100多個國家皆有信徒的新興基督教組識家庭國際認為：「上帝並沒有禁止近親性行為」，於是他們會跟家庭成員進行之。
20世紀間，爱斯基摩人、阿帕契族、苏拉威西岛的米納哈薩族、新喀里多尼亞的原住民會進行母子婚；所羅門群島、馬紹爾群島的原住民、克伦族會進行父女婚；密克罗尼西亚群岛的一部分、馬紹爾群島、夏威夷則會進行兄妹婚、姊弟婚。特羅布里恩群島也有不少兄弟姐妹發生性行為的例子。
1991年拉托亞·傑克森發表了自傳《La Toya: Growing up in the Jackson Family》，書中揭露了捷克森家族其他成員的醜聞以及她父母對她的虐待，其後她的大姐瑞比·積遜公開發表聲明否認這些指控，並指出書中所說的一切都不是事實。而這本書的主要著者為傑克·高登。
2000年3月26日，在第72届奥斯卡金像奖中拿下奥斯卡最佳女配角奖的安吉丽娜·朱莉在傳媒前跟親兄深吻，並表示：「我打從心底愛著哥哥」，因此引來了兩者發生過性關係的猜測。
2009年9月，美國女演員麥肯齊·菲利普斯發表了回憶錄《High on Arrival》，稱其在首次結婚的前夕，跟父親一同吸食了毒麻藥，然後被其強姦。接著他們倆維持了一段合意的性關係。當麥肯齊問及其父親為何強姦自己時，他回答道：「強姦你？你是指我們『做愛』的事嗎？」
2012年7月，澳洲政府發現柯爾特家族（柯爾特為化名）在4個世代間不斷跟近親發生性關係，牽涉人數達數十人。該家族的家庭成員許多皆從事過近親性行為，範圍涵蓋父女間、母子間、兄弟姊妹間。

## 類型

### 成年人與未成年人之間
研究者一般視成年的家庭成員跟未成年人間的性行為為兒童性虐待的一種，這可簡稱作近親性虐待。它是多年來得到最多文獻記錄的近親性行為，尤以涉及父親-未成年女兒及繼父-未成年繼女的為多，其餘的則大多牽涉到母親或繼母。大部分研究都發現與生父相比，繼父有較大機會從事這種行為。一項針對居於三藩市的成年女性的研究發現，17%承認曾被繼父性虐待過，與之相比只有2%承認受到生父性虐待。父親-兒子性虐待較少在記錄中提及，且因為人們較不願報告之的緣故，所以實際數字尚是不明。要準確獲得近親性虐待的盛行率是很困難的，因為人們保有不願向外人披露的權利。
美國精神病學家茱蒂絲·劉易斯·赫曼在1981年指出，不論從生理學、心理學還是社會學的角度來看，兩性受到近親性虐待時及之後的反應一般會存有差異，並認為在父權家庭中父親更容易打破亂倫禁忌，對女兒進行性虐待。但基施纳等人在1993年指出會進行父親-女兒性虐待的家庭有很多類型，包括「父親掌有較大話語權的家庭」、「母親掌有較大話語權的家庭」、「混合型」。
美國國家犯罪受害人中心在1992年指出，美國大部分的強姦案的加害人為受害者的家庭成員：
研究顯示46%遭受強姦的孩童的加害者為其家庭成員（Langan and Harlow, 1994）。美國大部分受到強姦的受害者（61%）在18歲前受到強姦。29%的強姦受害者少於11歲。11%的受害者遭生父或繼父強姦，另有16%受到其他家庭成員強姦。
1999年，英國廣播公司指出：「一份新的報告顯示，印度跟家人親近的家庭生活把家庭成員對兒童和少女的性虐待藏於布下。新德里近親性虐待恢愎及治療基金會的報告顯示，76%的調查受訪者表示童年時曾受到性虐待，當中40%個案的施暴者為其家庭成員」。
在臨床上，受到近親性虐待的兒童大多會於日後面臨低自尊、不能維持親密關係、發生性功能障碍的後果，此外也有較高機會患上焦慮症、創傷後壓力症候群、重度抑郁症、边缘性人格障碍、物質濫用障碍、恐懼症等精神障礙。
不過在少數極端例子下情況可能並非如此。例如詹姆斯·A·蒙特萊昂內（James A. Monteleone）曾在1998年的《探索及預防兒童虐待 一本贈給老師和親屬的指南》中，記錄了其跟一位愛上了強姦自己的父親的女性的對話；心理治療師史蒂芬·雷文克隆曾遇見一名在12歲以前會跟父親發生性行為的女性，她因父親跟自己疏遠後感到寂莫，而開始進行自傷行為，最後形成習慣。
雖然成人和兒童之間的近親性行為通常以成年人為加害者，但也有少數兒子性侵犯母親的案例。涉事人通常處於青少年中期至成年人早期，並會使用肢體暴力迫使母親就範。雖然該些母親可能遭指責誘惑兒子從事之，但證據所揭露的事實往往相反。該些母親往往由於受到受害者責備這一現象的影響，而認為自己需對這負上一定負任。

### 未成年的兄弟姊妹之間
兄弟姊妹兒童時期男女之間的性行為被認為是較爲普遍的。根據卡瓦納·約翰遜和托尼於1995年的說法，40%至75%的兒童會在13歲前有某種性行為的經歷。當年齡介於三至六歲（性蕾期）的兒童在探索身體特性和性別角色時，由於多數兄弟姊妹的年齡和關係通常相近，因此他們互相進行性探索的機率相當的高。兄弟姊妹們會相互觸摸、互相裸露，甚至嘗試模擬的、非插入式的性交、觸摸下體等方式進行性遊戲。性遊戲的進行通常會隨著兒童上小學後漸漸減少，直到八或九歲，當他們開始意識到性喚起是一種特定類型的色情感覺時。
1980年，美國社會學家大衛·芬克爾霍在對六所新英格蘭796名學院生和大學生中的一項調查中，發表了對兄弟姊妹性行為的分析，其指出有15%的女性和10%的男性有某種涉及兄弟姊妹的性經歷，愛撫和触摸生殖器為所有年齡段中最常見的性行為。其中四分之一兄弟姊妹從年齡差距大，以武力形式逼迫等，被認定為是性虐待。
在受到強迫、不平等及沒有得到同意的情況下，則可視為兒童對兒童的性虐待。心理學家認為這是最普遍的家庭內虐待。其中，年長兄姊對年幼弟妹實施性虐待為最常見的兄弟姊妹性虐待形式。。
以虐待兄弟姊妹為實而行使的近親性行為常見於家長對子女的情緒支援欠佳的家庭內，當中較年長者會以虐待年幼者來鞏固自身的權力。父親時常不在管教子女這點為哥弟虐待姊妹的風險因子。這類型的虐待會增加受害者患上進食障礙、抑鬱症、物質濫用障礙的機會。

### 合意的成年人之間
儘管成年間合意的近親性行為並沒有廣泛在文本上提及，但現有證據指其確實存在，且實際數字可能遠超人們預期。存於專題網站及網路聊天室之上的記錄可以佐證之。
此一類型的近親性行為跟兒童性侵犯及強姦有著明確的區別，但許多司法管轄區仍將成年人間合意發生的近親性行為定為非法。蒙纳士大学犯罪學高級講師詹姆斯·瀚思曾和英格蘭、威爾士、蘇格蘭的前家庭性活動法应对者一起探討為何即使所有近親成年人知情同意地發生性關係也好，《歐洲人權公約》也視之為犯罪（事件經過見此）。他同時認為即使是成年人知情同意的近親性行為，立法者也會使用話語來誘使讀者把其視為不道德及犯罪。
《衛報》引述了一名參與過近親性行為的人的親身說法，他指出：
你不能控制你愛上誰，就這樣墮入愛河。我愛上了我的姐妹，但我並不感到羞恥……我只能對爸媽說聲抱歉，且希望他們能為此感到高興。我們彼此相愛，因此情況並不像一名成年人肏一名3歲小孩般噁心及邪惡……最重要的是我們彼此同意。我們並不是他媽的變態。我倆已擁有世界上最美麗的事物。
《藍灰》的威廉·薩勒坦把成年人間合意的同性性行為跟近親性行為牽上法律關係。他引述了2003年美國參議員兼共和黨人里克·桑托勒姆對美國最高法院一宗非常態性行為法（sodomy laws）案件的評論：
「如果最高法院說你有權在家參與任何形式的合意性行為，那麼你就有權重婚、有權跟多個配偶結婚、有權亂倫、有權通奸。」
薩勒坦認為不論在法律上或道德上，兩者都不能看出任何的差別，因此成年人間合意的近親性行為應受到私隱法保護。加州大学洛杉矶分校法学院的法律系教授尤金·沃洛克也有類似宣稱。薩勒坦在一篇2010年的文章上稱近親性行為是一件壞事，因為它會透過往家庭引入性張力的方式來破壞家庭。不過對於破壞家庭論證，香港性教育促進會創會會長、支持單配偶制和多配偶制並行的吳敏倫回應道貧窮及通姦同樣會帶來家庭問題，但就前者而言沒地方禁止窮人成家；後者則不少地方沒有另立法規禁止，並表示他曾聽閒母親因病不能進行性行為，女兒因同情不願跟外人發生性行為但有性需要的父親，而主動跟其發生之的情況，指在這種情況下家庭反變得更為和諧。《立場新聞》哲學版主編彭捷則以互不知對方為自己的近親，然後結婚生子的情況為例，證明在某些情況下禁止近親性行為反會破壞家庭穩定。

## 學術觀點

### 精神分析學

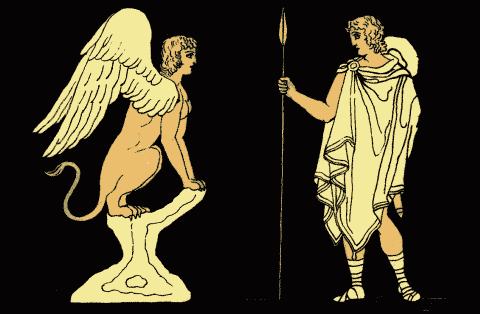
斯芬克斯與伊底帕斯

西格蒙德·弗洛伊德認為子女擁有發生近親性行為的情結。他把此一理論稱為伊底帕斯情結，這取自古希臘悲劇《伊底帕斯王》的主角伊底帕斯。根據他的理論，男孩的自我渴望獨佔母親的愛，但在日後漸漸明白到父亲早已佔有它，因此視之為競爭對手看待；同時由於害怕被父親閹割而漸漸抑制起相關慾望。最終使自我在無意識底下跟父親同化，升華至超我——弗洛伊德因此認為伊底帕斯情結在自我的發展當中有着關键的角色。他同時認為授乳等母親-幼兒行為帶有一定的性意味，並指很多慾望皆是受死亡驅力所驅使。日本的精神分析學家向井雅明解釋指，死亡驅力的慾望對象可以是無形的，也可以是具體的物體，比如母亲的乳房。
但是這一理論受到布罗尼斯拉夫·马林诺夫斯基的指責，指其是以父權制社會為思考背景，在母系社會中難以發生。他同時指責伊底帕斯情結只以印欧语系社會中的既定家庭印象為前提。而在很大程度上反對伊底帕斯情結的精神分析學家阿尔弗雷德·阿德勒和卡尔·荣格也因此離開了弗洛伊德的派系。前者認為伊底帕斯情結只能在一部分人身上看到；岸見一郎指他較為親近父親。此外，儘管弗洛伊德和榮格都以神話來分析近親性行為，但弗洛伊德在分析相關性幻想時卻比榮格分析得要弱。後者會把近親性行為視為現實議題看待，並另有一套成因的解釋。根據原型心理學派的帕特里·夏貝瑞之說法，近親性行為會使處於原型領域的大門打開。弗洛伊德相信神話是歷史經扭曲及虛構化後的產物，所以在某程度上可以證明古人擁有發生近親性行為的慾望。弗洛伊德在《壓抑》這篇論文中，分析了一例對狼恐懼症的個案，探討這樣是否象徵了當事人對父親的態度。
也有研究者像雅各·拉岡般，從話言角度分析伊底帕斯情結，而不從性質上分析。拉岡對伊底帕斯情結有以下分析：最初有母親、兒子以及一根象徵意義上的陰莖（φ），然後父親出現，對兒子閹割（- φ）。形成父親、母親、兒子和陰莖（Φ）各一的結構。但在1972-1980年的拉岡研討會上，其主張伊底帕斯情結為實體界、象徵界及意象界三界混合的構造。拉岡認為伊底帕斯情結是為了把「性的死胡同」合理化而誕生出來的；虛構的慾望抑制記憶並不是為了把想像的事物化成可以整理的事物而存在，而是為了保護實體界。梅兰妮·克莱因認為，超我所抑制的是伴隨近親性虐待而出現的破壞慾望，但結果卻把性慾連同在一起抑壓。此外伊底帕斯情結也跟愛德華·韋斯特馬克所提出的韋斯特馬克效應有衝突，後者指出自幼生活在一起的人不會對對方有性慾。弗洛伊德則回應指若韋斯特馬克效已足夠阻止近親性行為的發生，那麼現實上就不會有法律禁止近親性行為。
仲正昌樹指出弗洛伊德可能是對伊底帕斯情結沒有信心，所以才在1923年的《自我與本我》中並沒有把其視為概括性理論看待。20世紀早期的醫師喬治·果代克的意見跟弗洛伊德一樣，認為兒子對母親的性衝動的本質跟同性戀是一樣的。

### 文化人類學

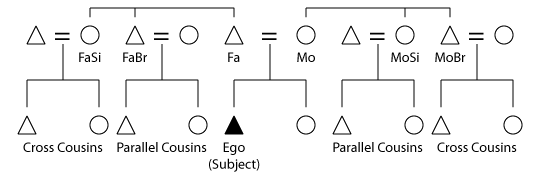
交错从表（cross-cousin）与平行从表 （parallel-cousin）

布罗尼斯拉夫·马林诺夫斯基在1927年出版的《两性社会学:母系社会与父系社会底比较》中寫出了自己的觀點：亂倫禁忌促成了外婚制的誕生，此外其也能減少家庭成員之間的紛爭及敵意。不過批評指其無視了美拉尼西亚的父女性關係並不受到外婚制的限制。人類學家兼結構主義者克勞德·李維-史陀則關注接受交錯從表婚，但視平行從表婚為禁忌的社會——以此推論亂倫禁忌是為了鼓勵外婚制，把外婚制是為了將自身一族的女性贈給他族的理論體系化。這一理論把外婚制視為婚姻制度的規則，並藉由它來使女性在家族間交換，令社會得以建構起來。在把家族視為公眾事務的社會中，相關規則會變得更為複雜。而在擁有龐大財產的家族中實行外婚制，便會引來外戚把財產分薄，於是他們便會為了保有絕對的地位優勢而進行近親婚姻——這一理論已有例子證明。有解釋指王室內會進行近親婚姻的原因是為了防止權力分散，但有研究者指責這一理論把女性視同貨幣看待。克勞德·李維-史陀認為即使如此，女性也有很高的價值；也有批評指這一思考方式間接反映了男女不平等的思維。另有研究者以日本歴史上的族內婚為例，指在這種情況下父系和母系的差異不大，且女性的繼承權也不一定會被否定。
此外有論點認為近親性行為的印象是為了維持婚姻秩序而虛構出來的。法國哲學家吉爾·德勒茲與心理學家菲利克斯·伽塔利合著的《反俄狄浦斯》指出，母親和姊妹皆分別為了遵守不同的秩序而不讓自己發生近親性行為。跟以白人為主體的殖民者共存和延續的原始社會體系，與「有生產力的無意識」及「慾望機器」之間的界限，使得人們出現對近親性行為的固定印象。他們同時認為它不可能被另外的印象所替代。大城道則在2013年指出，儘管可從阿肯那顿跟女兒結婚及安赫塞娜蒙跟兒子結婚等事例證明，在古埃及王室近親結婚並不罕見，但這並不反映當事人的性偏好。虽有著像布朗尼斯勞·馬凌諾斯基和喬治·默多克般，認為禁止近親性行為對維持家庭而言是必要的研究者，但原田武指出這對古埃及王室而言只是理想。馬凌諾斯基也提及一位部下因想迎娶一位跟父親有性關係的少女，而尋求他幫助的事。某些遊牧民族在氈帳不能夠容納所有家庭成員時，會把某些人交給別的家庭照顧。而在他們跟遠方部族交戰時，會把對方的女性家庭成員掠奪為妻子，故此在這一情況下便可能出現近親性行為。伊曼紐爾·托德指出，在阿拉伯國家内婚制是一件很普通的事，但這樣會難以立國。因此他稱萨达姆·侯赛能夠手握多個部族聯合起來的軍隊及建立國家是一件很不尋常的事，並指責美國入侵伊拉克、推翻當地政府，因為這使得伊斯兰国有機會崛起。托德還批評安格拉·默克爾容許敘利亞難民入境，但卻不容擁有內婚習俗的敘利亞人跟堂表親結婚的做法。指其即使在經濟上合理也好，在人類學的角度而言也是不合理的。
中國古代儒家思想盛行，大眾因受到其影響，而出現同姓（同一宗族）不婚的習俗。這一習俗於後來影響其他國家。朝鮮的高麗王朝及元朝的忽必烈皆受到這一理念的影響。但是由於朝鮮的巫教和佛教沒有滲入儒家思想的緣故，所以人們繼續實行繼兄弟姊妹婚。不過在朝鲜王朝時，情況開始出現變化：滿人建清，把同姓不婚的法律廢止。朝鮮受到小中華思想的影響，把自身看成正統中華文明的繼承者，視明朝的法律為榜樣效法之，引入同姓不婚的法律，此對後來的大韓民國仍有影響。日本皇室愈往後愈不見近親婚姻的原因也可能在於其受到上述概念的影響。
池田信夫在與與那覇潤的對話中表示，以前中國的戰爭日益激烈的同時，中央集權的程度也愈演強烈，結果形成了父系的外婚制；但與那覇潤認為因池田信夫是一名經濟學家的緣故，才會這樣想，並指日本的後醍醐天皇也是十分專制的，但日本始终没形成中国那样的制度。他認為應該更關注從歷史或社會角度出發的觀點。與那覇潤認為中國的外婚制是因為需要更多的人才去參加科举而誕生的。托德指出，實行外婚制的地域較易接受共產主義，並指中國大陸及俄羅斯即使實際並不實行共產主義也好，也有這樣的偏向。

### 民俗學
19-20世紀的民俗學家南方熊楠認為，佛教之所以反對近親性行為，是因為释迦牟尼所身處的時代近親性行為較為常見，其祖先當中也有兄弟姐妹婚的例子。《陀羅尼雜集》記載了一款释迦牟尼會使用的陀罗尼，他以此消去前世殺父及跟母親發生性行為的業。瀨戶內寂聽認為释迦牟尼為了把像蓮華色比丘尼（在其丈夫跟母親外遇後出家）般的女性納入佛陀教，而徹底戒除淫念的舉動是十分正確的。除此之外，佛教分裂成上座部和大眾部的原因在於曾跟母通姦兼殺父的大天所提出的大天五事，當中可能包括其對射精這一煩惱的見解。藏区的怛特羅密教認為可透過從母親、姊妹或女兒身上滿足愛欲，來使人开悟。佛教當中已有三藏法师迎娶姊妹為妻的例子，日本平安時代的佛教說話集《寶物集》中指出，曾跟親母通姦的明達律師和娶了女兒為妻的順源法師也在追求極樂往生。不過南方熊楠認為由於佛典中有關近親性行為的描寫較引人注目的緣故，所以順源法師和明達律師等人物故事也可能只是參典創作。
日本的《古事記》中出現「上通下通婚」這一用語，後世有評論指這跟當時日本禁止親子間的性行為的法律有關。本居宣長認為，當時親子間的性行為的正確用語為「祖子婚」，而不是沒這層意思的「上通下通婚」。橋本治認為從親子丼等替代用語能看出，近親性行為在日本不是禁忌，而只是人們在道德上對此有顧慮。日本神話中開天闢地的神祇伊奘諾尊和伊奘冉尊為兄妹關係，有說法指他們倆因打破禁忌、進行近親性交，而生下發育不良的畸形兒蛭子神，並受到天罰。不過他們在躲避大洪水後成功存活——這可能是隱含著「即使近親性行為不可避免，也應主動克服禁忌」的意思。
漢語以帶含破壞人倫道德之意的「亂倫」來表示近親性行為的一大原因在於武則天——她以儒家的角度來看待一位男性跟兩名女兒皆保有性關係的聽聞，指這跟禽獸沒有區別。唐玄宗第十八子李琩之王妃杨贵妃於後來成為了唐玄宗的後宮。其後唐玄宗為了避免非議，而入宫观。拉丁語中用以表示近親性行為的「incestum」有「不貞潔、不純潔」之意，德語的相關用詞「Blutschande」則有「對血的褻瀆」之意。
部分宗教的經文明確反對近親性行為。在《旧约圣经》的利未記第18章第6-18節中，耶和華明確表明其反對近親性行為，範圍涵蓋姻親。社會學家橋爪大三郎認為《申命記》第23章第1節中有類似不可損害父親的性的規定，所以其有應尊敬地「跟父親在一起」的意思。據旧约創世紀第19章所載，羅得的兩名女兒在跟羅得性交後懷孕。神學硕士佐藤優認為這一故事很異常，且可能間接反映了在當時近親性行為並不是禁忌。中村典子則較關注兩名女兒為免絕後而進行近親性交這一點，指此一故事間接反映了同性戀比近親性交還要罪孽深重的思維，但對於很多人而言卻是相反。此外也有贊同近親性行為的宗教，例如非洲马拉维中有信仰認為跟母親或姊妹性交能幫助他們戰鬥。琐罗亚斯德教認為父女婚、母子婚、兄弟姐妹婚是善行中的善行，這在該教中稱為「Xwedodah」。
伊斯蘭教規定一名男性不能與「其父之妻、其母親、義母、繼母及其子女；其父母的姊妹；其姊妹、繼姊妹、義姊妹；侄女；其女兒、繼女兒、義女兒」存有性關係。堂表親婚在伊斯蘭教社會是能夠接受的。
南方熊楠認為《大乘造像功德經》中也提及到，若身穿女裝的男性跟擁有血緣關係的女性性交，那麼因此而滿足的女性便會於下世轉生成男性。《池北偶談》中描寫了岳母對妻子有性慾，兼發生了性行為的場景。南方熊楠認為儘管也有擁有男性性器官的女性，但這一故事只是關於精神上的男性化。
此外有宗教認為近親性行為在未來會廣為人接受。犹太密宗派先知加沙的拿单指在沙巴泰·澤維棄教以後，將由《古兰经》取代摩西律法支配世界，成為彌賽亞前的世界，繼使当时規範的有效性減退，令人們不再重視所有的性禁忌（包括亂倫禁忌）。
儘管印度教的《梨俱吠陀》稱近親性行為为罪恶，但性力派容許兄妹婚、姊弟婚，耶穌基督後期聖徒教會也同樣如是。性力派認為近親間的性交為最高層次的性關係，有助於使當事人達到更高的境界。
除了使血统在骨品制度之下得以延續下去之外，新羅王族重复进行近親婚姻的理由还包括避免咒力減退。
巴厘岛和萨摩亚的人民相信，不同性別的雙胞胎會在母親體內進行近親性行為。前者更會因此容許兄弟妹姊間的性行為。後者的貴族會進行姊弟婚。
性社会學家潘绥铭和黄盈盈在《性社会学》中指出，中国的骂娘话（比如「他妈的」、「靠」）既為人們灌输乱伦禁忌，也為該禁忌的體現。因為其隱含著別人或自己不可跟母親發生性關係之意。而其之所以能够侮辱到被罵者，則是因為其至少暗示了被罵者違反了某種道德規範或禁忌。

### 哲學及政治思想
柏拉图在《理想国》中反對近親性行為，除了因為它很少產生良好的後代之外，還指其特顯人的獸性。他指即使有對近親性行為較為寬容的社會（比如希腊社會接受兄妹、姊弟間的婚姻），他也不接受父母和孩子間、祖父母和孫兒女間的性行為；兄妹姊弟間的性行為則有時能夠接受。
斯多葛學派中不少論述皆認可近親性交。斯多噶學派哲學家季蒂昂的芝诺認為「母親的一部分跟自己的一部分磨擦並不是一件奇怪的事，誰也不會認為自己觸摸母親的其他身體部位是一件奇怪的事」。同屬斯多噶學派的克律西波斯也認為父女、母子、兄妹姊弟一起做孩子是沒有問題的，如同許多人正當地進行的般，他同時相信只要能證明不違反自然，姊妹、母女間的性行為也是可以接受的。吉尔·德勒兹在《意義的邏輯》中指出，克律西波斯跟犬儒學派的第欧根尼擁護近親性行為的論點事實上是有著「在較深的層面上，物體是連在一起」的思考前提。第歐根尼事實上就如俄狄浦斯般，家族關係十分混亂，甚有說法指其連分清狗和驴的想法也沒有。
劉邦曾聽問有關其部下陈平私通嫂嫂的詆毀，懷疑起其起來，於是召來推舉他的魏無知，責問他。魏無知指他只關心才能，而不關心品行。陈平因此一回答，而得以繼續在劉邦之下工作。陈寿在《三國志》中記錄了這項事蹟。
黑格尔在《精神现象学》的「共同体的法則」中引用了《安提戈涅》的一幕，當中俄狄浦斯的母親兼妻子伊俄卡斯忒在跟他們倆的女兒安提戈涅談論血親間的愛。黑格尔在家庭關係中較為重視人倫本質的可能性，所以其較重視夫妻、兄妹及姊弟。在論及男女關係時也談及了兄弟姐妹間的男女關係，他指兄弟姐妹擁有血緣關係，所以會使兩方穩定及平衡，不會對彼此有慾求，尊重個體的獨立自主性，因此其預測當妹妹或姐姐為男女關係的女方時，會較為符合人倫的本質。此外由於兄妹、姊弟的關係是平衡且沒慾望的，所以沒有東西能夠補償失去弟兄的姊妹，姐妹對弟兄的義務也是最美好的事物。有評論認為黑格尔由於與妹妹克里斯蒂安建立了激烈的依戀關係的緣故，所以忽略了其他家族和夫婦。克里斯蒂安很愛慕黑格尔，使得她於後來嫉妒他的妻子。吉本隆明的觀點以黑格尔的兄弟姐妹論為延伸，認為在一個家庭內兄妹、姊弟不論相隔多遠也不會損害關係，與之成伴侶的幻想也是保有此一本質。且兄妹、姊弟間自發的性行為有可能使他們之間的角色化為「男性」和「女性」。另一方面，朱迪斯·巴特勒認為安提戈涅只是在遵從眾神的法則行事，不能理解黑格尔為何從此論及共同体的法則。仲正昌樹解釋指，這裡巴特勒的思考前提為安提戈涅本身是近親性交所生的。所以對於伊底帕斯而言，波吕尼刻斯和安提戈涅也是弟妹。
空想社会主义思想家夏尔·傅立叶於《愛的新世界》（Le Nouveau Monde amoureux）中擁護旁系血親之間的性行為。他認為社會的家庭制度理應廢除，使得近親性行為能夠得到許可，並應把孩童交給託兒所，由整個社會負責照顧。
埃里希·弗罗姆把戀屍、自戀、近親性行為三種傾向的混合稱為「墮落綜合症」，並指阿道夫·希特勒為此一理論的典型例子。希特勒雖認為需守護民族免受梅毒及猶太人的侵蝕，但弗罗姆指他在《我的奋斗》中表現出對近親性行為的執著。毛澤東14歲時因父親毛貽昌對其叛逆態度十分不滿，所以安排其跟毛澤東的遠房親戚羅一秀包辦結婚，羅一秀亦曾表明不願成婚的意願:12:23:111-112。有研究認為，毛澤東這段婚姻使得他「激烈的主張婦女權利」，表現為開始撰寫批評中國傳統家庭關係的文章，主張婚姻不應由社會或家庭壓力主導，而是愛情主導:23。米歇尔·福柯在《性經驗史第一卷：認知的意志》中表達了其觀點：原本家庭是以婚姻的形式把性慾封印起來，但西歐的家庭自18世紀以來便成為感情與愛的必要場所，性經驗出現的特殊場所，所以其一開始就是「近親性行為的」，並指只要婚姻制度繼續存在，亂倫禁忌便不會消除。
哲學家小川仁志認為，若社會貫徹徹底尊重個人自由、限制政府角色的自由意志主義的立場的話，那麼就會變成沒有婚姻制度，只要合意地進行近親性行為就沒有問題的社會。不過他不認為「惹起其他人厭惡」的事能夠稱為自由。此一觀點於後來受到了批評。鷲田小彌太認為，人類若不受規管，那麼便會出現無盡的慾望，所以社會才会把殺人、近親性行為、食人視為禁忌。
精神科醫師高橋和巳以受父親性虐待的女性的故事作引入，解釋提出「人們對同一現象有不同認知」的認知論，及提出「人的存在意義跟外部評價難以分割」的本体论。他指出後者因為是以跟社會的聯繫為前提，故此其所得出的結論一般會跟自己所認為的不一致。

### 動物學

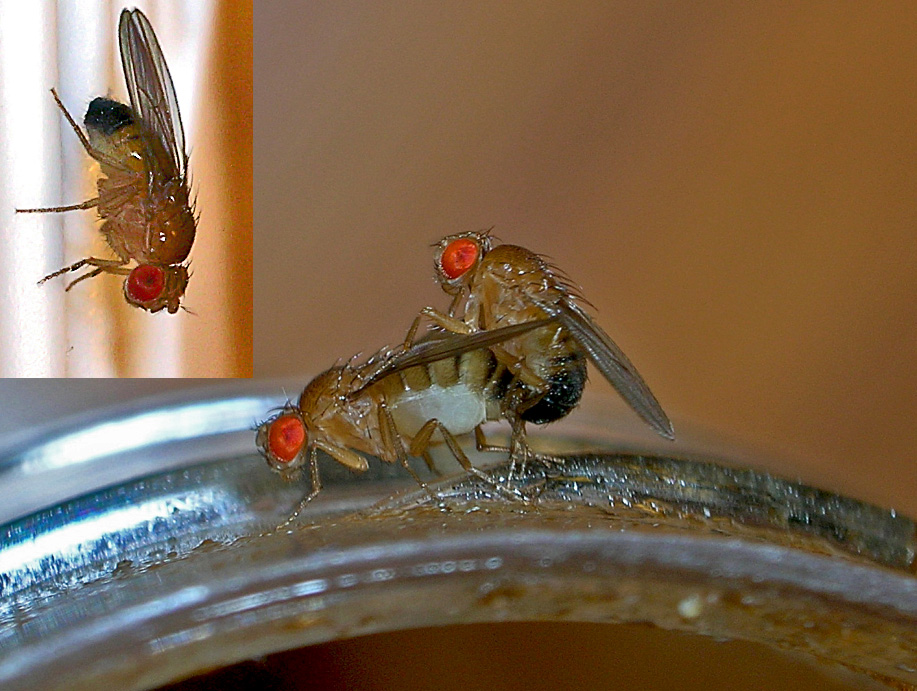
與非血親相比，雌性黑腹果蝇更偏向於跟近親的同世代雄性交配

生態學家今西錦司認為人類的亂倫禁忌是避免進行近親繁殖的猿類演化成人類後所遺下的產物。並指在文明社會中存有大量生育控制手段，也有隱蔽場所予人進行性行為，所以相關禁忌理應捨棄。他相信亂倫禁忌實為古代村落社區的禁忌；在性自由的文明社会時代，母兒間、父女間以及兄弟姐妹間的性行為不應受到指責。後來此一觀點受到伊谷純一郎的批評，因為他相信相關禁忌是社會建構的。中村美知夫指出，當時靈長學家西田利貞的立場與今西錦司相近。
靈長學家山極壽一在跟三浦雅士的對話中，引用了伊谷純一郎於1972年出版的《靈長類的社會結構》，當中提及避免進行近親性行為為靈長類動物的社會基礎，後來這一假說的針對對象已擴大至所有哺乳類動物。山極壽一同時指出，儘管靈長類動物的雄性一般會以離群的方式來避免近親交配，但對於類人猿的情況而言，反是雌性會離開上一代，所以這一規則並不適用。雖然不論雌雄，长臂猿和紅毛猩猩的後代都會離開上一代，但大猩猩會留下一部分雄性在群內，黑猩猩和倭黑猩猩的父糸社會色彩較為鮮明——雌性離開群體，只留下雄性。此外，當大猩猩的雄性後代留下時，其便跟父親為交配對象而競爭，這個時候牠們通常會選擇離開，但也有利用父親不與女兒交配這一點的後代，選擇與之交配，繼續留於群內。2015年，史密斯等人在《科學》上發表了一項研究，證明近親交配有助於非洲中部山地大猩猩的生存。
在2003年，平山朝治指出，儘管現實上存有尚未性成熟的倭黑猩猩和黑猩猩跟母親性交的例子，但在其性成熟時就不會再跟其性交。不過他提出的假說指幼态延续會使母親錯誤認為其還是未性成熟的，繼而跟其交配。實際觀察過倭黑猩猩母子的類交配行為的橋本千繪和古市剛史指出，進行這一行為的倭黑猩猩母親所顯露出來的模樣看上去較像希望兒子能停下來。
桑村哲生指出，雄性小丑魚在沒有雌性与其交配時，就會性轉換成雌性，跟未成熟的雄性交配，亦即對於該些未成熟的雄性小丑魚而言，牠們可能會跟化為雌性的生父成為配偶。元村有希子和桑村哲生一同指出，視「父子相愛，然後生孩子」為問題的價值觀並不適用於魚類，只適用於人類社會。
分子人类学家尾本惠市於2017年批評山極壽一的理論，指出即使一般而言動物不會認為近親擁有性吸引力，但也存在不少特例。中喙地雀、歌帶鵐、草原犬鼠及其他類人猿也有近親交配的例子，所以其推測一定數量的近親交配可能對整個種群而言是有益的。這一理論先認定近親交配會使後代攜帶的基因拷貝較接近自身。因此若近親交配所誕生的後代跟非近親交配的一樣多，某套基因便能透過前者更廣泛地以接近原本模樣的方式傳開。此外其也以近親交配一般較非近親交配早開始為依據，判斷近親交配的個體繁殖成功率高於非近親交配的。現代社會堂表親的結婚年齡一般比非血緣者的夫妻為低，所以堂表親夫婦往往會產下較多的孩子。羅馬時期的埃及兄弟姐妹婚也可能存有較早結婚的趨勢。人類以外的動物也同樣如是，歌帶鵐甚會在繁殖年齡開始以前就進行近親交配。東京大學大學院理學系研究科教授青木健一指出，這一理論是將近親交配放在族群生物學的視角中，認為種群中存有一定數量的兄弟姐妹交配繁殖會使種群受益，構建「一定數量的兄弟姐妹配偶會令種群受益」的演化模型。最後他認為上述條件可能已足以使種群朝這一方向演化。
人類已知數種蜱蟎、蟯虫等昆蟲會進行近親交配。寄生於外米擬步行蟲的蟎虫所產下的幼蟲雌雄比為約50比1，由於牠們的移動範圍很小，很少跟其他同種外族見面，所以雄性後代會跟姊妹交配。除此之外，溫帶臭蟲（床蝨）也會進行近親交配，當一隻雌性臭蟲成功懷孕產子時，其後代便會互相交配，進行大規模繁殖。就哺乳類動物的情況而言，人類已觀察到缟獴的父親會跟其女兒交配。這可能是因為這比在尋找其他群體的過程中死亡的風險為低。酒井仙吉指出，就鸡的情況來說，近親交配會導致受精率下降，而同樣的現象也會出現在人類身上。

### 遺傳學
近交係數（F）可用於表示基因座上任意两个源於共祖的等位基因的相同概率，比如兄弟姐妹間因性交而懷孕的情況下，該胎兒的F值就等於0.25。然後若下一代重複進行近親繁殖，F值就會變得更高。一隊西班牙遺傳學家團隊為了計算卡洛斯二世的F值，而追溯了16代，獲得3000多人的數據。最後結果為0.254。此外在2015年12月於英國進行的「千人基因組計劃」中，研究者研究了2500名研究对象的核酸序列，他們分別來自26个國家。儘管一開始沒有計劃找出他們是否近親所生的，但計算近交係數後的結果顯示，3名研究對象的生父母為叔侄，1名的生父母為半血的兄弟姐妹，3名的生父母為親兄弟姊妹，8名的生父母為親子關係。
因近親性交而誕生的孩子擁有較高的遺傳風險——父母的血緣愈相近，合子型便會愈多，生產後代的生物性成本亦隨之上升。古希臘哲學家苏格拉底就已提出近親性交不利於因此而誕生的孩子的成長，田中克己在《從遺傳學的角度看待亂倫禁忌》（遺伝学からみたインセスト・タブー）一著中估計，在跟他人交配的情況下，所製造出來的後代患上全身性白化症的機會為1/40,000；因親子、兄弟姐妹交配而製造出來的後代患上全身性白化症的機會則為1/780。
羅賓等人在2002年推測，第一等親間的後代的遺傳風險會從6.8%增加至11.2%（原有的遺傳風險已包括在內）。在1971年對捷克斯洛伐克的一項調査中，找來了161名經由近親繁殖所生的研究對象，當中13名在未滿1歲時死亡、30名存有先天性的身體畸形問題、40名於後來患上了精神障礙、聾啞者有3名、3名患上了癫痫。
在非近亲繁殖的情況下，隱性等位基因即使會表達出有害的性狀，也會受到顯性等位基因所掩蓋，令後代不會出現異常。相反在近亲繁殖的情況下，父母會存有一對較接近兩方的共祖，因此有較大機會共同擁有同一種隱性等位基因，令後代表達出可能有害的性狀。

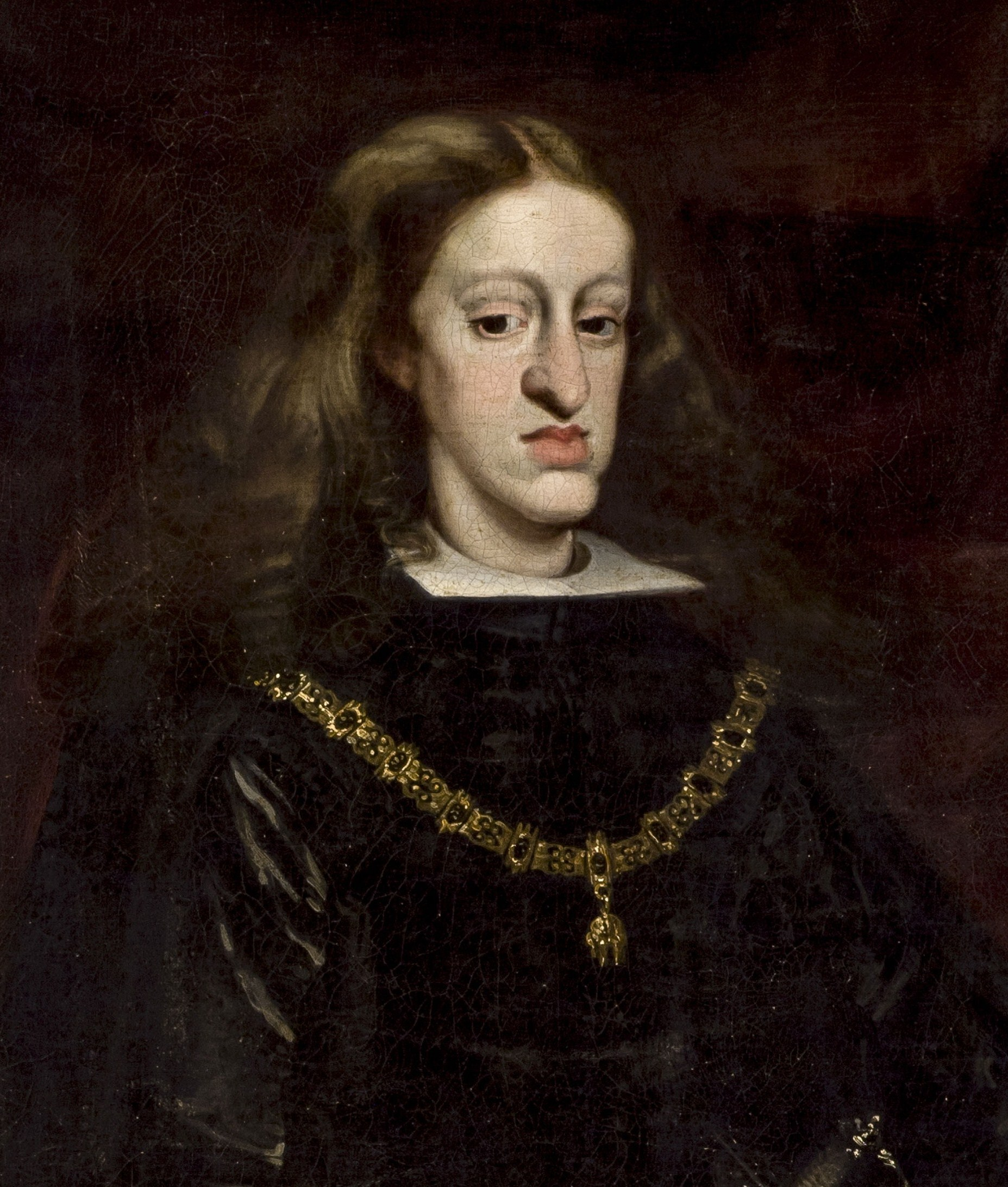
西班牙遺傳學家團隊推測，卡洛斯二世因哈布斯堡王朝盛行近親繁殖的緣故，而患上遠端腎小管酸中毒及对联合垂体激素缺乏症這兩種隱性遺傳病

極少數的基因對生存這一件事是有害的，而當中大多數皆隱於隱性基因中。這是因為若顯性基因表達出有害的性狀，那麼便會不利於後代的生存，使其隨自然淘汰。因此因近親性交而生的孩子擁有較高的遺傳風險，出現近交衰退的現象。前述的西班牙遺傳學家團隊推測，卡洛斯二世患上了遠端腎小管酸中毒及对联合垂体激素缺乏症這兩種隱性遺傳病，後者為PROP1純合所致的。亞當·拉瑟福德指出，儘管眼皮膚白化症（OCA）為隱性遺傳，但西班牙的羅馬人當中擁有較多（3.4%）OCA1基因的保有者——這是因為他們較盛行同族結婚的緣故所致。
不過隱性基因不等同必然會表達出有害的性狀，其也有可能表達出有益的性狀；從長遠來看，近亲繁殖會使有害隱性等位基因暴露於自然選擇的可能性增加，使其在近交種群中得以消去，最終使種群更為健康（具有更少的有害隱性等位基因）。在1943年，豐田文一與倉本政雄發表了一篇論文《富山縣血族通婚的頻度：第5次農村生活調查報告》，他們在当中引用了別的研究者對1786名部落居民的研究，並指其結果跟自己的一樣：雖然部落的後代當中存有不少學業成績欠佳的，但全部學業成績良好的後代也是透過血族通婚所生的。他們指出雖有理論認為當家族中不存在有害的隱性基因時，近親繁殖便不會對後代有害，但在當時並不存在找出有利基因的技術，所以他們結論道從優生學的角度而言，應避免血族通婚。
包括人類在內，會進行有性生殖的動物很多都會避免進行近亲繁殖。研究顯示很多人因受到韋斯特馬克效應的影響，而对近親性行為表示嫌恶；在生物學上，人類的亂倫禁忌可解釋成他們保有了其他動物避免近亲繁殖的特性，或是因觀察到近亲繁殖會對後代有不良影響而起的禁忌。但這也可能是跟對親族的認知有關，遗传性性吸引這一概念顯示，在不同家庭成長，並於長大後才初次見面的近親者有較大機會對對方抱有戀情。佩奇大学的一項研究顯示，男性往往認為跟母親相似的女性較有吸引力，反之亦然。

## 法律
不論古今，亂倫禁忌都是人类社會中最为普遍的文化禁忌，不過是否以法律禁止之及其具體規定則因社會而異。在近親性行為違法的社會中，一些研究者視成人間合意發生的近親性行為為無被害人犯罪，因此在法律上也有存廢之爭，這涉及到公德倫理及私隱等範疇的爭議。
中國大陸、俄罗斯、土耳其、西班牙、荷兰、以色列、科特迪瓦、印度、日本、比利時以及阿根廷的法律皆容許成年人或高於最低合法性行為年齡的人之間合意的近親性行為，成年家庭成員和未成年人或低於合法年齡者間的性行為則多以性虐待之名認定為違法。

### 中華民国
《中華民国刑法》第230條規定直系或三親等內旁系血親之間的性交屬違法。但第236條規定需告訴乃論才會追究被告的罪責。

### 香港
自《1964年亂倫處罰條例》（第216章）至今，香港法律仍有亂倫罪（《刑事罪行條例》第200章47和48條），範圍涵蓋成年人間合意的近親性行為。至於跟甥姪發生的性行為則不受此罪影響，但卻因《婚姻條例》第181章27條而不能結婚。
香港法律改革委員會（法改會）於2019年12月5日發表《性罪行檢討中的判刑及相關事項》報告書，就《刑事罪行條例》（第200章）內的實質罪行改革提出最終建議。建議「對亂倫罪進行改革，使之不分性別；涵蓋所有陰莖插入口腔、陰道和肛門的行為以及其他形式的插入行為；並擴大到涵蓋有性行為的叔叔（姨姨）、侄女（侄子）、血親及養父母」。

### 新加坡
在新加坡，所有合意參與近親性行為的成年人皆會觸犯亂倫罪。2008年出現了一起成年父女合意地發生近親性行為的事例。結果父親潛逃，只留下女兒被控亂倫罪——她是新加坡修改法例後首名被控告亂倫罪的女被告，在2010年控上法庭。最後她獲判無事省釋，亦即控方可在日後出現新證據後再度控告之。

### 美國
美國對成年人間合意的近親性行為的規定因州份而異。密歇根州及新泽西州分別於1974年和1979年廢除了亂倫罪，亦即對成年人間合意的近親性行為不作任何處罰，只處罰以兒童為客體的近親性行為。不過也有很多州份的法律會對成年人間合意的近親性行為作出處罰。
1997年，美國的艾倫和帕特因亂倫罪而分別被判入獄8年及5年，剥奪他們對4名子女的親權。2005年，艾倫向美国联邦第七巡回上诉法院提出上訴，指判決違反《美國憲法第十四修正案》。但法院以「其跟使全國同性性行為合法化的劳伦斯诉德克萨斯州案相比，在本質上存有不同」為由駁回上訴。
在佛羅里達州，成年人跟伯叔舅嬸姨姑等合意發生的性行為為三級重罪，其他州份通常也禁止該些親屬之間的婚姻。

### 英國
英國的法律認定即使是成年人間合意的近親性行為也好，也是違法的。
在當地，近親性行為通常僅指跟父母及子女、祖父母及孫子、兄弟姊妹間所發生的性交，但其後法律上的定義延伸至伯叔舅嬸姨姑，以及繼兄弟姊妹間的性行為。

### 法国
法国的刑法並未明確規定成年人間合意的近親性行為為違法。但在右翼政黨人民運動聯盟的支持下，只針對以兒童為客體的亂倫罪於2010年正式寫入法律。

### 德國
德國刑法第173條規定直系血親或兄弟姐妹間的性交為違法。以1912-1924年的數字來計，違反此一法規最多的一年有862人違反之，最少的一年也有227人。
德國的一個案例使當地人民開始反思這罪的合理性：帕特里克·斯塔賓幼時因父親沉溺酒精而被人領養，在23歲時跟母親重聚，並發現自己有一個16歲的妹妹。兄妹二人隨即相戀，並發生性關係，誕下4名孩子。之後他因此被判緩刑及感化。其後他又分別於2004年4月和2005年11月再次被判亂倫罪，即時入獄——他於是提出憲法訴訟，質疑此罪行的正當性，認為不應對雙方同意的性關係作任何處罰。其妹妹則被判1年感化。
帕特里克·斯塔賓的律師稱，這一關係並沒有出現受害者，且若「近親繁殖會增加遺傳風險」可成理由，那麼殘疾的父母和40歲以上的婦女也應受罰。斯塔賓的妹妹表示：「我只想跟家人在一起，且希望政府和法院能夠不管我們的關係」。
此一事件儘管引起了當地人民的同情，但聯邦憲法法院始把斯塔賓的訴訟予以否決，理由是這能「避免家庭內的權力差異遭到濫用及近親繁殖」。不過針對這一理由，也有意見表示其可延伸至所有具權力差異的關係，比如師生、醫患，甚至朋友之間，但社會卻沒有規定他們在上述關係結束後不能發展性關係。
這宗案件之後上交了給歐洲人權法院，結果為支持法院方的裁決，稱其沒有違反《歐洲人權公約》。2014年9月24日，德國諮詢機構德國倫理委員會結論道，亂倫罪的目的為「把倫理標準強加於市民身上，限制他們自發的性行為」，故此要求廢除針對合意的近親性行為的刑罰。

## 文化

### 藝術

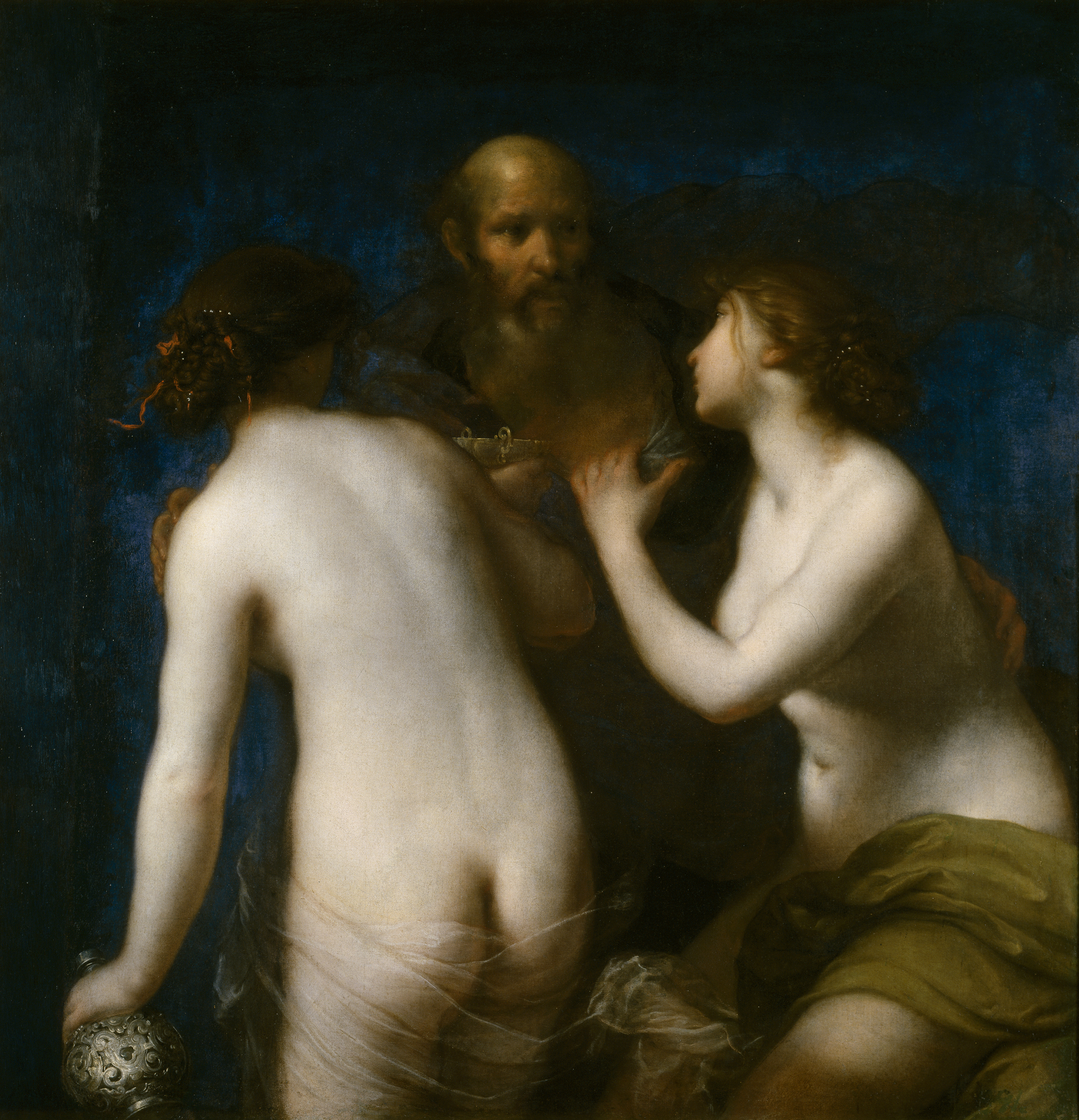
弗朗切斯科·富里尼的

16世紀後，以近親性行為主題的繪畫才開始變多起來。《舊約聖經》中羅得跟其女兒發生性行為的情景被阿尔布雷希特·阿尔特多费看中，然後繪畫之。亨德里克·霍尔奇尼斯也看中了同樣的情景，弗朗切斯科·富里尼則畫了女兒被父親要脅的情景。居斯塔夫·库尔贝在19世紀繪製的作品中，把羅得的眼睛畫得跟女兒的相似，特意讓人一眼看出他們是父女。
《繪畫名畫 罪孽深重的舊約聖經》指出，有理論认为含姆看到其父親挪亞的裸體這一場景，事實上隱含著「挪亞對含姆進行性方面的虐待」的意思。圭多·卡尼亞齊於1645年完成的《喝醉的挪亞》帶有微妙的情色感的原因也可能在於此。

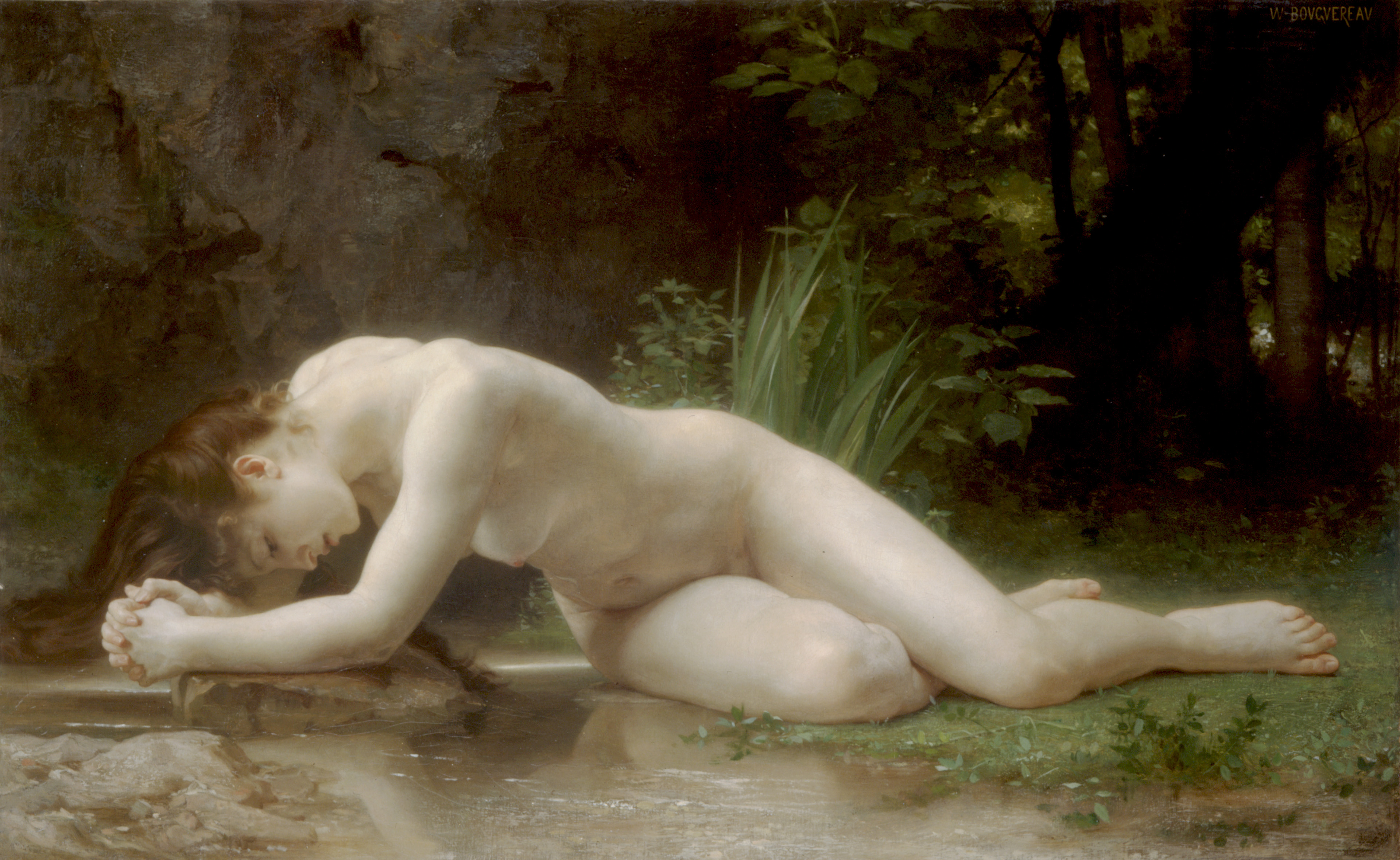
威廉·阿道夫·布格罗的

威廉·阿道夫·布格罗曾繪畫希臘神話中卡諾思因兄弟拒絕自己的求愛，而不斷地流淚，最終化為泉水妖精的場景。
喜多川歌麿繪畫過多幅關於兄妹、姊弟間的性行為的繪畫：他在《繪本笑上戶》上寫道：「哥哥在跟妹妹做，誰該說什麽？」、《會本都功密那倍》則描畫了姊弟間的性行為；在《會本色能知功佐》中，畫中的哥哥說：「真不愧是我的妹妹，很熟練的樣子」，當中兩方皆沒表現出罪惡感。他還繪畫了弟弟一邊握著自己的陰莖一邊偷看姐姐跟別人性交的場景。
除了喜多川歌麿，勝川春章的《腹受想》也繪畫了姊弟間的性行為。溪齋英泉的《美多禮嘉見》描畫了兒子在玩弄母親的乳頭的同時，陰莖勃起了的場景。
活躍於19-20世紀的畫家埃貢·席勒曾邀請妹妹來擔任裸體模特兒，以讓自己繪畫。這些作品讓人們產生他們倆存有性關係的猜想。他們的兩親見他們如此親密，於是亦產生了同樣的猜想。席勒後來對娶了妹妹的妹夫產生妒忌之心。
2009年，李勤為其父親兼畫家李壯平擔任裸體模特兒，讓其繪畫油畫《東方神女山鬼系列》，此一系列雖獲得了一部分藝術家的贊揚，但卻引起部分大眾對其之間存有性關係的猜疑。倫理學家袁祖社認為此事不符大眾對倫理的認知，誘發负面影响，所以不正確。中國青少年愛滋病防治教育工程發起人李扁指這是思考角度問題，若從藝術家的角度看，此系列可能只看出「美」。李银河認為不應一聽到裸體模特兒就想到性及作過分猜想。

#### 圖集

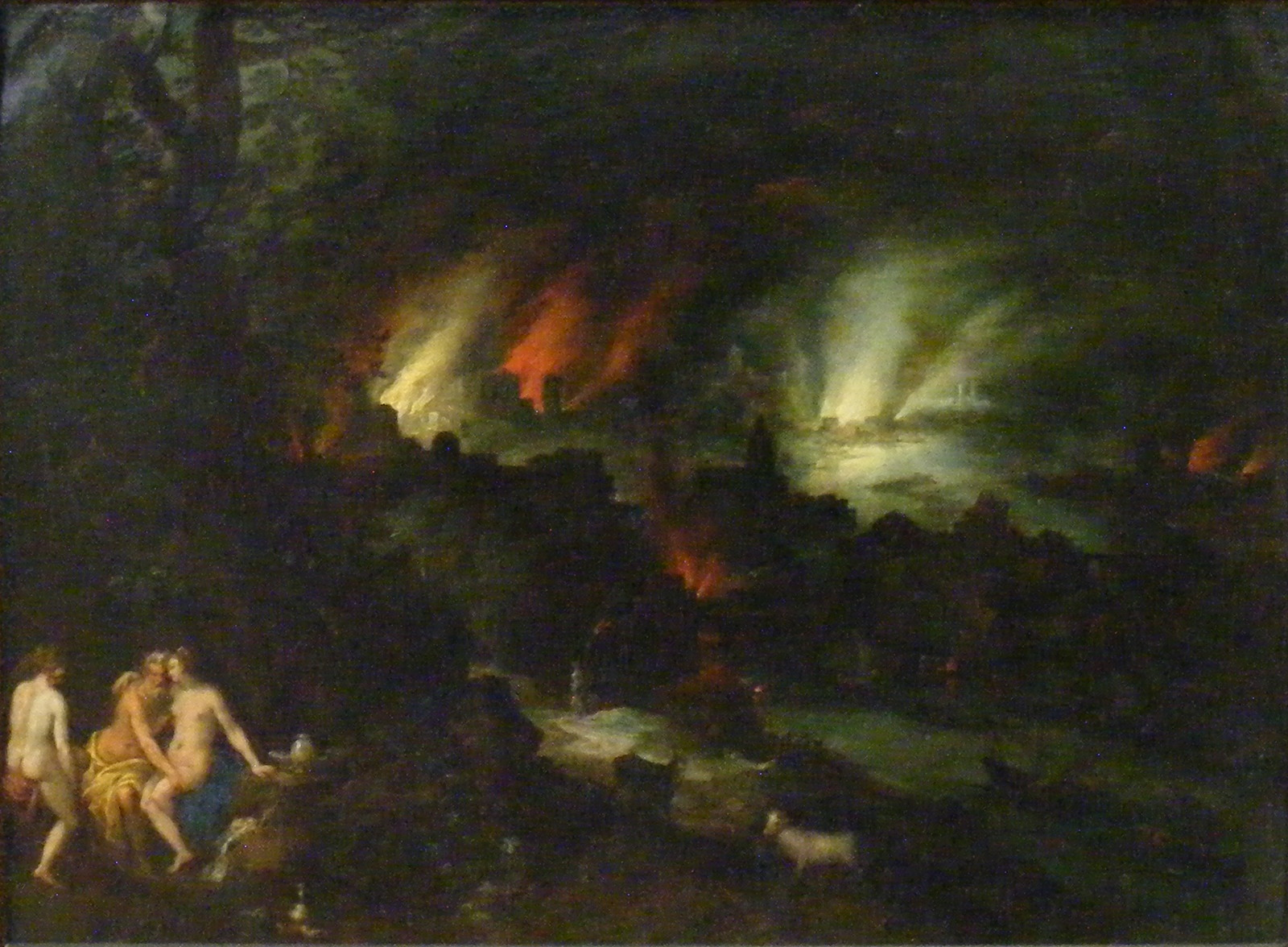
老揚·勃魯蓋爾所繪的羅得及他的女兒們，現蔵於老绘画陈列馆
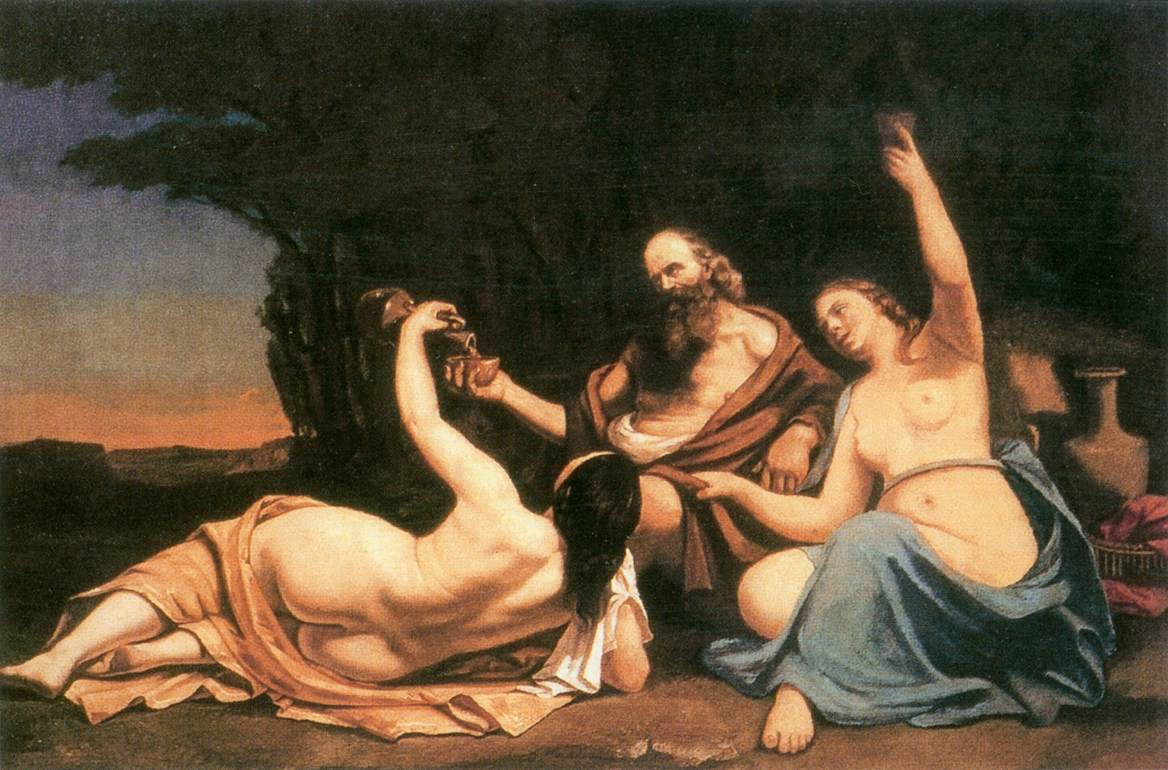
居斯塔夫·库尔贝所繪的 羅得及其女兒們，現為私人收蔵
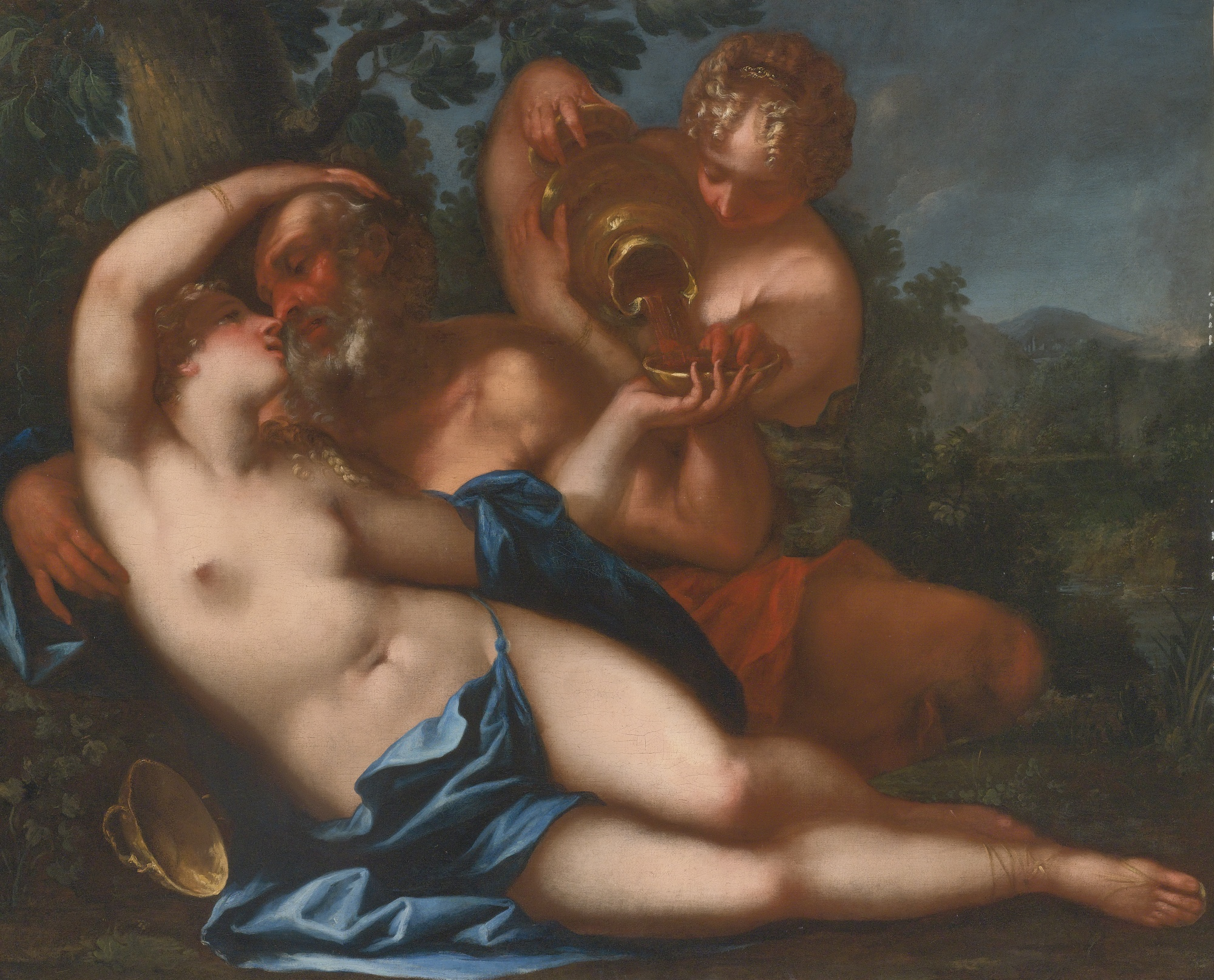
費德里科·切爾韋利（英语：Federico Cervelli）所繪的羅得及其女兒們
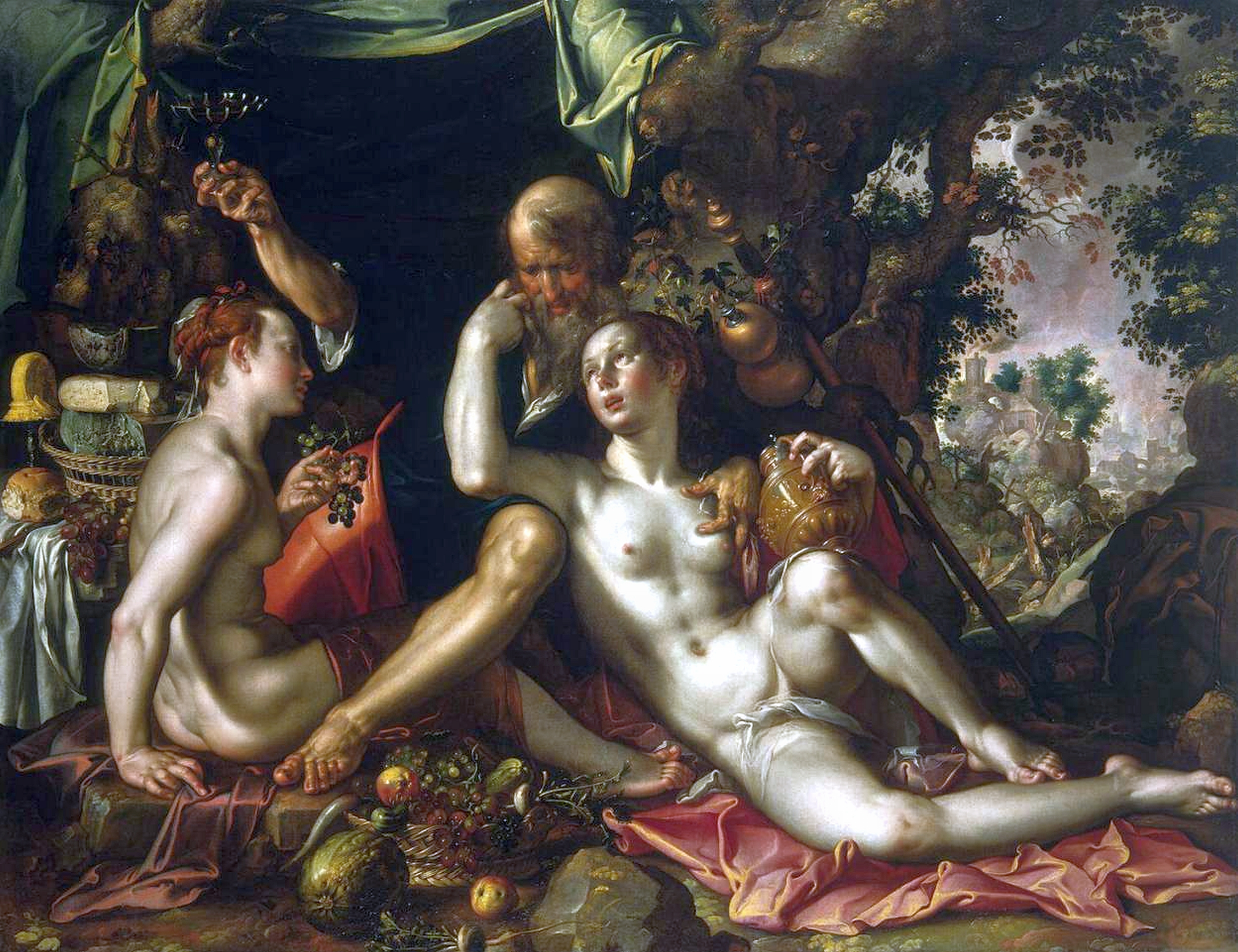
约阿希姆·维特威尔（英语：Joachim Wtewael）所繪的羅得及其女兒們，現蔵於埃尔米塔日博物馆
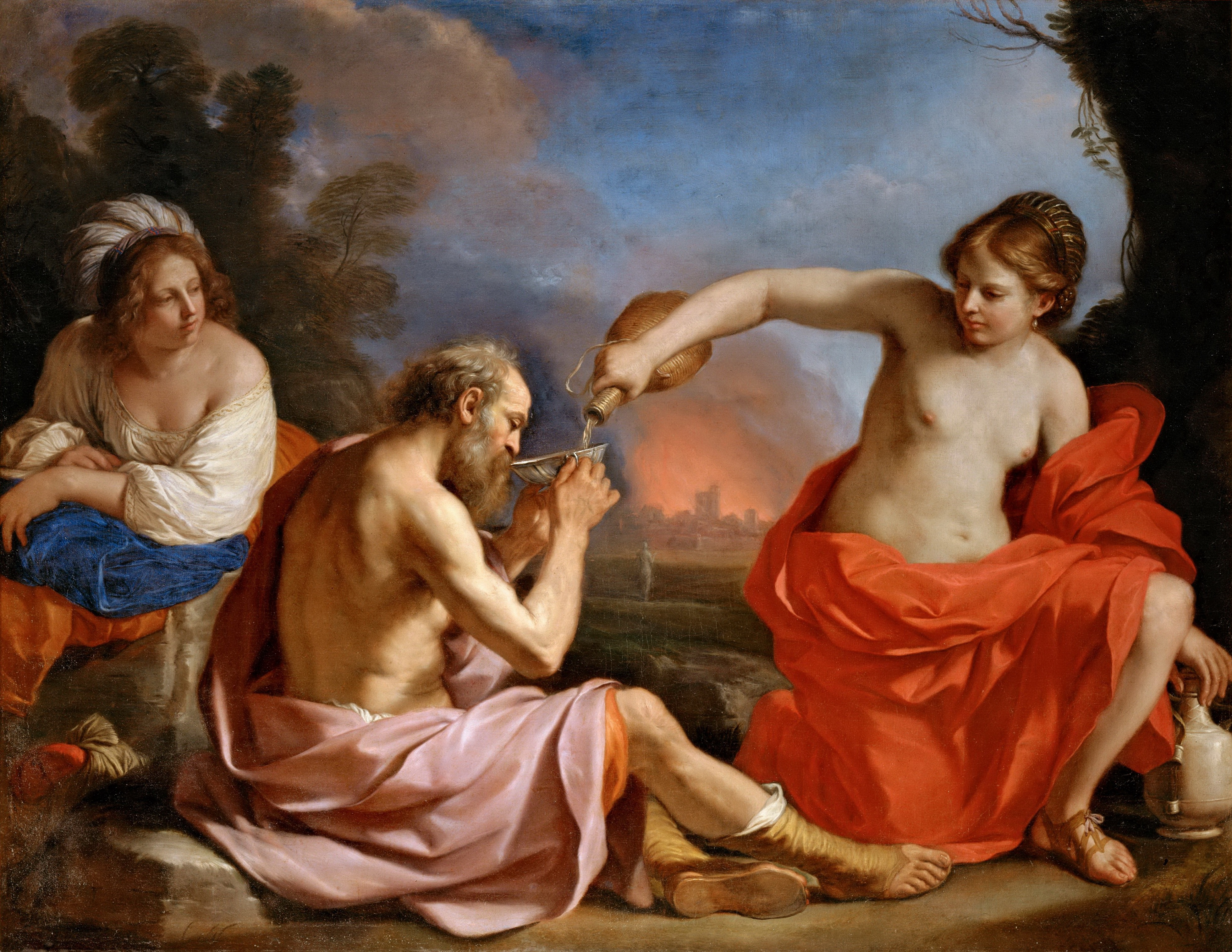
圭尔奇诺所繪的羅得及其女兒們，現蔵於卢浮宫
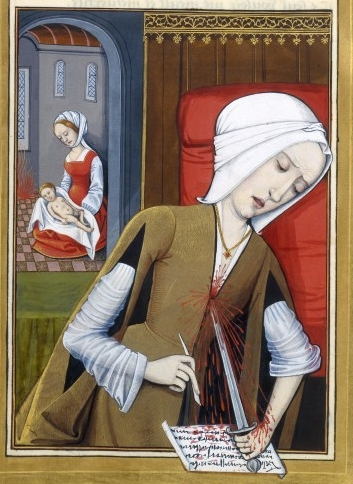
羅比內·特斯塔德（英语：Robinet Testard）所繪的卡那刻的自殺
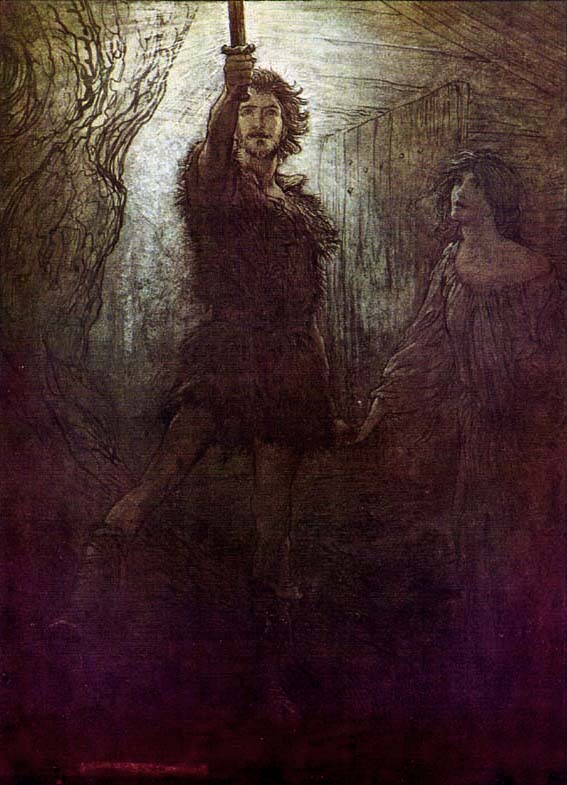
亞瑟·拉克姆所繪的西格蒙德及其姐妹兼妻子西格尼

### 音樂
「吹笛者」托勒密十二世的女兒克娄巴特拉七世擁有「篤愛父親者」（克婁巴特拉）這一稱號，德國學者菲利普·范登堡推測這可能是因為他們發生過性關係。搖滾樂隊門戶樂團有一首以伊底帕斯的故事為主題的作品——《The End》。
在由朱塞佩·威尔第負責作曲的歌劇《唐·卡洛》中，擁有腓力二世懷疑兒子唐·卡洛斯跟自己的妻子伊麗莎白發生性關係的場景。古典音樂評論家加藤浩子指出，歷史小說《唐·卡洛斯》包含虛構的成分在內：唐·卡洛斯跟伊麗莎白事實上並沒有發生性關係，兩者雖已訂有婚約，但在宮廷內的關係也是很差。
让·西贝柳斯的《庫列魯沃交響曲》以芬兰的民族史詩《卡勒瓦拉》中有關庫列魯沃神話的段落為題材，其第三章〈庫列魯沃及其姐妹〉是以庫列魯沃跟其姐妹發生性行為的場面為中心主題，他因此受到了一些批評。西贝柳斯受到埃米尔·左拉等現實主義者的影響，而希望創作不美化英雄及浪漫情懷、較貼近現實的作品，所以才選擇以近親性行為為交響曲的題材。

### 童話故事
阿爾奈-湯普森分類法中的510B收錄了以動物毛皮隱藏身份的童話故事，德语文学家濱本隆志指這一類童話故事中常以近親性行為為其題材。比如吉姆巴地斯达·巴西耳所著的童話集《五日談》中所收錄的故事《牝熊》，其大要為身為國王的父親向女兒求婚後，女兒因不願與之結婚，而化為熊往森林逃走，最後王子的一吻使其由熊變回人，並跟王子結婚。《五日談》也收錄了夏尔·佩罗所著的《驢駒皮》，其內容可總結為身為國王的父親向女兒求婚後，女兒披著驢駒皮逃至國外，跟國外的王子結婚。
《格林童話》初版中所收錄的《白雪公主》有生母嘗試殺害女兒的描寫，故此濱本隆志認為其可能跟《驢駒皮》類似，也是父親愛上了女兒。同为初版所收錄的《千皮兽》因描寫了父女結婚的情節，而受到了讀者批評，最終迫使作者修改內容。該系列原本打算收錄的《無手的女孩》中，包含父親強迫女兒發生性行為不果後，把其胸部和手臂給斬下來的情節。但威廉·格林把當中有關強迫女兒發生性行為的情節刪去。

### ACGN作品
中條省平把日本漫畫家竹宮惠子的《風與木之詩》視為現時某些BL流派的始祖——它描述了父親和兒子間的近親性行為。竹宮惠子稱該套漫畫能夠得以連載實屬不易，且在連載開始後也受到了不少批評。內田春菊的《隱藏的足拍子》（物陰に足拍子）以一名跟嫂子關係很差，且可能跟哥哥發生過性行為的妹妹為主角。中條省平稱內田春菊以自身的經歷為題材，寫成上述作品以及自傳小說《Father Fucker》。
幾原邦彥分析指，不少虛擬作品皆刻畫了兄弟姐妹之間的性行為的原因大多在於「血緣關係為永恆」的錯覺，而這間接反映了人們期盼「永遠的戀人」。漫畫家仙石寬子寫道：「NL會使我傻笑（外加注视著該對伴侶）；BL會使我產生一種涌上心头的感覺（外加蹲起來）；GL則會令我微笑（外加拍手祝福）」，然後她指姊弟或雙子間的戀愛會使其同時產生上述三種不同的悸動。漫畫研究者藤本由香里認為，少女漫畫中的近親性行為可能是基於「想用自己的肌膚去實際感受自己出生前就已存在的家庭成員」的想法而生。高橋裕子則以「投射作他者的自戀感受」及「獨立於他人的同族戀」的理解作分析。
本田透於2005年指出，以不存在在現實中的妹妹為「萌」的對象的概念曾一度盛行，比如吉田基已的《戀風》是一部以兄妹相愛為主題，但卻較貼近現實的漫畫作品。她推測這個概念的衰落是因為其受到了亂倫禁忌的影響。她同時指出始於20世紀90年代的《妹妹公主》不同於刻畫義兄妹相愛的《美雪、美雪》，前者並沒有刻畫男女關係，只是以跟妹妹的日常相處為其內容。《妹妹公主》的小說版有以妹妹們的視角來描寫，本田透指這可能反映了男人潛意識中的女性性格，亦即阿尼瑪。她也認為這種傾向於中較為明顯。
日垣隆指出，對於把姊妹視作「萌」的對象，動漫產業界當中存有「現在沒有孩子當然可以輕鬆面對，但將來成了父親時該怎麼辦？」的意見。山脇由貴子認為業界當中真的存有對姊妹抱有戀情的人，並指這就是刻畫兄弟姊妹間相愛的漫畫和電影能夠盛產的原因。槙村憐的作品《Imagine Note》受到其被父親性虐待的經歷的影響。橘潤指出，沖田×華的《透明的搖籃》因描寫了於婦產科診所實習打工期間遭遇過的各類社會禁忌議題，而獲得不錯的評價。當中也刻畫了被繼父性虐待的嚴重性，儘管在設定上有些許改變。
畑健二郎稱其原本打算在《旋風管家》中描畫瑪利亞跟同父異母的弟弟綾崎颯的戀愛情節，但為了能使作品繼續連載，而把相關設定省略不提。井中だちま的《普通攻擊是全體二連擊，這樣的媽媽你喜歡嗎？》以深愛主角的母親大好真真子為其女主角；而作者儘管使用了大多讀者也能接受的設定，但卻可能受到輕小說中的女主角應為讀者所愛的固有觀念影響，令負責編輯也把這部作品評為「相當偏門」。
计算机软件伦理机构在2004年之前曾禁止日本成人遊戲刻畫有血緣關係者的性行為，於是製作商很多時候會把可攻略女主角設定成義姊妹或堂表姊妹。但亦有廠商會嘗試以設定來迴避這一方面的規限。比如《心灵导航》採用了近未來設定，容許角色透過化身在虛擬世界發生性行為，並讓他們的五感跟角色同步。其主角與實妹曾透過化身虛擬性交；《桑納托斯之戀 ～淫姊弟相姦～》（タナトスの恋 ～淫姉弟相姦～）採用了在實姐的腦部移植到另一個女人的身體後，弟弟繼與之發生性關係的設定。《ALMA ～一直伴你身邊～》（ALMA～ずっとそばに…～）在規定解禁後推出了重製版，當中加插原版沒有的妹妹色情場景。2008年的成人遊戲《緣之空》在2010年改編成為電視動畫，亦因其對近親性行為的背德感刻畫而引起關注。

### 色情影片
不少以成熟的女性為賣點的成人影片皆以繼母與繼子的性關係為其主題。散文家酒井順子把《源氏物語》中，光源氏跟其繼母藤壺中宮的性關係與其他性描寫作比較後認為，人們對此的感受即使在千年後也沒有太大的變化。藤木直指出，由於日本映像伦理协会不會許可錄有生母跟兒子之間的性關係的成人影片，所以即使真的有這樣的作品也好，也會在設定上把兩者變更為繼母子關係。此外他指出這類作品能獲得商業上的成功，是因為日本男性在相關議題上變得更為中立。日本的AV男優森林原人由於在入行4年後有了相戀的女性，而打算辭掉該份工作，但因後繼者不能在母子戲中扮演好兒子的角色，所以他受到其他討厭扮演兒子角色的AV男優的慰留。最後他選擇跟女友分手，繼續任職AV男優。作家湯山玲子指出，自己和其他女性同輩對「跟兒子性交」這件事抱有壞印象的背後原因主要有二個：一是互聯網上所充斥的成人影片，二是這樣會使兒子變得就像母親的戀人似的。
西澤哲提及過「一名女性被觀看成人影片中的叔父性虐待」的軼事。非小说作家永澤光雄在訪談中曾讓AV女優們閲讀以養父和養女的性關係為主題的自傳小說《Father Fucker》，當中儘管有女優表示這本書很有意思，但也有女優因能從中看到自己的影子，而對這本小說表示厭惡。AV監督代代木忠回想道，在團塊二世世代（1971-1974年）後出生的面試者較多擁有被親人或熟人暴力對待的經歷及性虐待史。代代木忠指在擁有相關歷史的AV女優進行過前世催眠後，他才會要其跟扮演父親角色的男優發生性關係。儘管有批評指該些AV女優只是以演技掩飾創傷，但森林原人認為難以單靠演技作出那樣的表現。
女性AV作家AkeMin在《我的女兒是AV女優》（うちの娘はAV女優です，2017年出版）一著中，記錄了一名在小六時被父親體內射精的AV女優的故事，她在出演以近親性交為主題的作品時才發現那是「近親相姦」。AkeMin在網上對此事進行連載後，便引起網民質疑「這不就是虐待嗎？」，AkeMin對此希望他們能夠重視當事人並不覺得這事使其有任何不快的事實。

### 引用
1. ↑  . Oxford University Press. 2013  [2013-08-27]. （原始内容存档于2016-03-07）.
2. ↑  . Rape, Abuse & Incest National Network (RAINN). 2009  [2013-08-27]. （原始内容存档于2016-04-03）.
3. 1 2  Bittles, Alan Holland. . Cambridge University Press. 2012: 178–187  [2013-08-27]. ISBN 0521781868. （原始内容存档于2020-05-18）.
4. ↑  Encyclopedia of Love in World Religions – Volume 1 – Page 321, Yudit Kornberg Greenberg – 2008
5. ↑  Language and Social Relations – Page 379, Asif Agha – 2007.
6. 1 2  Aggrawal, Anil. . CRC Press. 2008: 326. ISBN 9781420043099.
7. 1 2  Hipp, Dietmar. . Der Spiegel. 2008-03-11  [2008-04-12]. （原始内容存档于2012-05-11）.
8. 1 2  Wolf, Arthur P.; Durham, William H. . Stanford University Press. 2004: 169  [2019-02-09]. ISBN 0-8047-5141-2. （原始内容存档于2021-05-01）.
9. 1 2  ジャスティス 1980，第41頁.
10. 1 2 3  Wolf, Arthur P.; Durham, William H. . Stanford University Press. 2004: 3  [2019-02-09]. ISBN 0-8047-5141-2. （原始内容存档于2021-01-07）.
11. ↑  Fareed, M; Afzal, M. . PLoS ONE. 2014, 9 (10): e109585. ISSN 1932-6203. PMC 4196914 . PMID 25313490. doi:10.1371/journal.pone.0109585.
12. 1 2 3 4  . 立場新聞. 2017-05-16  [2019-02-09]. （原始内容存档于2019-02-22）.
13. 1 2 3  . 立場新聞. 2017-05-09  [2019-02-09]. （原始内容存档于2020-08-12）.
14. 1 2  今西錦司. . 河出書房新社. 1973: 309–310.
15. ↑  Schneider, D. M. . The Journal of the Polynesian Society. 1976, 85 (2): 149–69.
16. ↑  White, L. A. . American Anthropologist. 1948, 50 (3): 416–35.
17. ↑  Schechner, R. . Psychoanalytic review. 1971, 58 (4): 563.
18. ↑  Maurice Godelier, Métamorphoses de la parenté, 2004
19. ↑  .   [2007-07-24]. （原始内容存档于2007-09-27）.
20. ↑  Bateson, Gregory. . University Of Chicago Press. 2000. ISBN 978-0-226-03905-3.
21. ↑  Briggs, Jean. . Harvard University Press. 2006. ISBN 978-0-674-60828-3.
22. ↑  Rosman, Abraham; Rubel, Paula G; Weisgrau, Maxine.  9. AltaMira Press. 200: 101.
23. ↑  . 日本経済新聞. 2013-12-19  [2013-12-28]. （原始内容存档于2021-05-01）.
24. ↑  ランク 2006，第631 - 632頁.
25. 1 2  山内 1996，第55 - 56頁.
26. ↑  大林太良.  . 総合女性史研究会、吉川弘文館. 1998: 25、27. ISBN 978-4-642-01354-3.
27. 1 2 3  William N. Stephens.  . 山根常男 野々山久也訳. 誠信書房. 1971: 220.
28. 1 2  Mary Boyce.  . 2010: 117. ISBN 978-4-06-291980-7.
29. 1 2  青木 2008，第92頁.
30. 1 2  岡田明憲.  . 比較文明 (比較文明学会). 1998, (14): 22.
31. ↑  エインハルドゥス.  . 筑摩書房. 1988: 29–31. ISBN 978-4-480-83591-8.
32. 1 2  老川 2001，第922頁.
33. ↑  青木 2008，第82頁.
34. ↑  Charles de Secondat Montesquieu.  . 1989: 100、102. ISBN 978-4-00-340053-1.
35. ↑  ランク 2006，第637頁.
36. ↑  ストラボン.  . 1994: 537. ISBN 978-4-8447-8377-0.
37. ↑  芝崎 2004，第150頁.
38. ↑  大城 2013，第105頁.
39. ↑  ヘロドトス.  . 松平千秋訳. 岩波書店. 1971: 244、245. ISBN 4-00-334051-5.
40. ↑  芝崎 2004，第230頁.
41. ↑  Eric Berkowitz.  . 2013: 29. ISBN 978-4-562-04913-4.
42. ↑  川田 2001，第34, 39頁.
43. ↑  山内 1996，第56頁.
44. 1 2  ランク 2006，第636頁.
45. ↑  ユーリウス・H・シェプス (编).  . 唐沢徹訳. 水声社. 2012: 950頁. ISBN 978-4-89176-922-2.
46. ↑  ジョアン・コメイ.  . ラヴィナ・コーン・シェルボク改訂、滝川義人訳. 東京堂出版. 2010: 272. ISBN 978-4-490-10791-3.
47. ↑  スエトニウス.  . 1986: 36–37. ISBN 978-4-00-334402-6.
48. ↑  島崎 2016，第15頁.
49. 1 2  徐 送迎.  (PDF). 高崎経済大学論集 (高崎経済大学経済学会). 2001, 44 (2): 97–113  [2011-08-21]. ISSN 0496-7534. （原始内容存档 (PDF)于2021-04-03）.
50. ↑  東道定雄.  . 日本図書刊行会. 1997: 103. ISBN 4-89039-255-6.
51. ↑  《資治通鑑 卷二百二 唐紀十八》：敏之貌美，蒸於太原王妃。
52. ↑  今泉恂之介.  . 新潮社. 1997: 81. ISBN 4-10-600517-4.
53. ↑  麻生川 2017，第32 - 33頁.
54. ↑  大久間 喜一郎.  (PDF). 明治大学教養論集 (明治大学). 1993-03-01, 259: 1–12  [2011-08-08]. ISSN 0389-6005. （原始内容存档 (PDF)于2021-05-01）.
55. ↑  次田真幸 『古事記（下）』 講談社学術文庫、1984年
56. ↑  宇治谷孟 『日本書紀（上）』 講談社学術文庫、1988年
57. ↑   豊田有恒.  . 東京書籍. 1999: 80–82. ISBN 4-487-79376-9.
58. ↑  邱海濤.  . 納村公子訳. 集英社. 2000: 162、163. ISBN 4-08-781159-X.
59. ↑  麻生川 2017，第58頁.
60. ↑  麻生川 2017，第59頁.
61. ↑  . ナショナルジオグラフィック. 2010  [2013-08-22].
62. ↑  吳敏倫. . 聚寶館文化有限公司. 1997: 33. ISBN 962-436-370-6.
63. ↑  ジャドソン 2004，第231 - 232頁.
64. 1 2  山内昶.  . 文藝春秋. 2005: 127.
65. 1 2  平野 1994，第53頁.
66. ↑  ジャスティス 1980，第37頁.
67. ↑  穂積 2007，第205 - 206頁.
68. ↑  橋本 2015，第217 - 218, 220頁.
69. ↑  田村栄太郎.  . 雄山閣. 1966: 153.
70. ↑  大塚 2017，第159頁.
71. ↑  安藤昌益.  . 1981: 343. ISBN 978-4-582-80402-7.
72. ↑  ジャスティス 1980，第38頁.
73. ↑  Martin Monestier.  . 原書房. 2003: 238. ISBN 978-4-562-03651-6.
74. ↑  桐生操.  . 2003: 23–26. ISBN 978-4-569-66004-2.
75. ↑  鈴木康司.  . 大修館書店. 1999: 35–37. ISBN 4-469-25063-5.
76. ↑  原田 2001，第31 - 32頁.
77. ↑  安達正勝.  . 中央公論新社. 2014: 232. ISBN 978-4-12-102286-8.
78. ↑  加瀬 1992，第262頁.
79. ↑  原田 2001，第15 - 16頁.
80. ↑  フローラ・フレイザー.  . 2010: 206–207. ISBN 978-4-560-08090-0.
81. ↑  原田 2001，第16 - 17頁.
82. ↑  河村錠一郎.  . 1991: 36–42. ISBN 978-4-791-75164-8.
83. ↑  ピエール・プチ.  . 人文書院. 2000: 13、20、53. ISBN 978-4-409-10013-4.
84. ↑  藤岡信勝; 東中野修道.  . 祥伝社. 1999: 163、164. ISBN 4-396-61090-4.
85. ↑  黒鉄ヒロシ.  . 幻冬舎. 2017: 129. ISBN 978-4-344-98450-9.
86. ↑  池田 1987，第52頁.
87. ↑  D・E・コーワン; D・G・ブロムリー.  . 2010: 150. ISBN 978-4-87395-567-4.
88. ↑  アーサー・ゴールドワグ.  . 2010: 113. ISBN 978-4-309-24528-7.
89. ↑  後藤源太郎.  . 日本放送出版協会. 1975: 40.
90. ↑  ブロニスワフ・マリノフスキ.  . 新泉社. 1999: 362. ISBN 978-4-787-77107-0.
91. ↑  . The Economic Times. Bennett, Coleman & Co. Ltd. 2009-06-28  [2011-06-05]. （原始内容存档于2015-10-17）.
92. ↑  . シネマトゥデイ.   [2015-02-03]. （原始内容存档于2021-05-01）.
93. ↑  . AFPBB News. 2009-09-24  [2011-07-02]. （原始内容存档于2013-08-14）.
94. ↑  .   [2019-04-14]. （原始内容存档于2021-05-01）.
95. ↑  . AFP. 2013-12-13  [2018-04-15]. （原始内容存档于2021-05-01）.
96. ↑  . www.news.com.au.   [2019-03-27]. （原始内容存档于2021-05-01）.
97. ↑  . www.news.com.au.   [2019-03-27]. （原始内容存档于2021-05-01）.
98. ↑  Fridell, Lorie A. . Criminal Justice Policy Review. October 1990, 4 (3): 249–267. doi:10.1177/088740349000400304.
99. ↑  Trusiani, Jessica. . Rutgers University.   [2019-02-25]. （原始内容存档于2014-11-01）.
100. 1 2  Turner, Jeffrey S. . Greenwood Publishing Group. 1996: 92. ISBN 978-0-313-29576-8.
101. ↑  Kinnear, Karen L. . : 8.
102. ↑  Williams, Mark. . Clinical Social Work Journal. 1988, 16 (2): 165–179. doi:10.1007/BF00754448.
103. ↑  Dixon, K. N.; Arnold, L. E.; Calestro, K.  (PDF). American Journal of Psychiatry. 1978, 135 (7): 835–838  [2019-02-25]. PMID 665796. doi:10.1176/ajp.135.7.835. hdl:1811/51174. （原始内容存档 (PDF)于2017-01-19）.
104. ↑  Dorais, Michel. . Translated by Isabel Denholm Meyer. McGill-Queen's Press. 2002: 24. ISBN 978-0-7735-2261-9.
105. ↑  Courtois, Christine A. . W. W. Norton & Company. 1988. ISBN 978-0-393-31356-7.
106. ↑  ハーマン 2000，第72 - 74頁.
107. ↑  ガートナー 2005，第158頁.
108. ↑  . National Center for Victims of Crime and Crime Victims Research and Treatment Center. National Center for Victims of Crime. 1992  [2019-02-25]. （原始内容存档于2020-08-10）.
109. ↑  . BBC News. 1999-01-22  [2019-02-25]. （原始内容存档于2013-05-08）.
110. ↑  Courtois, Christine A. . W. W. Norton & Company. 1988: 208. ISBN 978-0-393-31356-7.
111. ↑  Trepper, Terry S.; Barrett, Mary Jo. . Psychology Press. 1989. ISBN 978-0-87630-560-7.
112. ↑  Kluft, Richard P. . American Psychiatric Pub, Inc. 1990: 83, 89. ISBN 978-0-88048-160-1.
113. ↑  ジェームズ・A・モンテリオン.  . 加藤和生訳. 慶應義塾大学出版会. 2003: 163、164 [1998]. ISBN 4-7664-0996-5.
114. ↑  レベンクロン 2005，第179, 184 - 185頁.
115. ↑  Courtois, Christine. . W. W. Norton & Company. 2010: 71–72. ISBN 978-0-39370-547-8.
116. ↑  Ward, Elizabeth. . W. W. Norton & Company. 1985. ISBN 978-0-39462-032-9.
117. ↑  . Ethical Treatment for All Youth.   [2011-05-27]. （原始内容存档于2022-11-16） （英語）.
118. ↑  Cavanagh Johnson, Toni; Friend, Colleen. . Ney, Tara  (编). . Brunner/Mazel Inc. 1995  [2022-08-17]. ISBN 978-0-87630-758-8. （原始内容存档于2022-11-16） （英语）.
119. ↑  SEX PLAY: parenting strategies by Dr. Marilyn Heins 的存檔，存档日期2006-09-07.
120. ↑  PPP: Health and Safety || When Children's Play Involves Sexuality || Sex play is normal 的存檔，存档日期2006-09-05.
121. ↑  Santrock, J.W. (2008). A Topical Approach to Life-Span Development (4th ed.). New York: McGraw-Hill.
122. 1 2  Reinisch, June. . New York: St. Martin's Press. 1991. ISBN 9780312063863.
123. ↑  Finkelhor, David. . Archives of Sexual Behavior. 1980, 9 (3): 171–194. PMID 7396691. doi:10.1007/BF01542244.
124. ↑  Kalogerakis, Michael G.; American Psychiatric Association. Workgroup on Psychiatric Practice in the Juvenile Court. . American Psychiatric Pub. 1992: 106  [2019-02-25]. ISBN 978-0-89042-233-5. （原始内容存档于2021-05-01）.
125. ↑  Leder, Jane Mersky. . Psychology Today. January/February 93 (Sussex Publishers).
126. 1 2  Rudd, Jane M.; Herzberger, Sharon D. . Child Abuse & Neglect. September 1999, 23 (9): 915–928. doi:10.1016/S0145-2134(99)00058-7.
127. ↑  Cyr, Mireille; Wrighta, S John; McDuffa, Pierre; Perron, Alain. . Child Abuse & Neglect. 2002, 26 (9): 957–973. PMID 12433139. doi:10.1016/S0145-2134(02)00365-4.
128. 1 2 3 4 5  Hari, Johann. . The Guardian. 2002-01-09  [2008-04-11].
129. ↑  Roffee, James. . 2015: 72–91. ISBN 9781137476159. doi:10.1057/9781137476159.0009. |journal=被忽略 (帮助)
130. ↑  . Monash university.   [2017-05-22]. （原始内容存档于2017-02-04）.
131. ↑  Roffee, J. A. . Human Rights Law Review. 2014, 14 (3): 541–572. doi:10.1093/hrlr/ngu023.
132. ↑  Roffee, J.A. . Social & Legal Studies. 2014, 23: 113–130. doi:10.1177/0964663913502068.
133. 1 2 3  Saletan, William. . Slate Magazine. 2003-04-23  [2008-04-12]. （原始内容存档于2011-09-07）.
134. ↑  Volokh, Eugene. . The Volokh Conspiracy. 2010-12-12  [2019-02-25]. （原始内容存档于2021-05-01）.
135. ↑  Saletan, William. . Slate. 2010-12-14  [2012-04-30]. （原始内容存档于2012-04-30）.
136. ↑  . 香港性教育會.   [2017-06-21]. （原始内容存档于2019-12-07）.
137. ↑  . 2015-07-16  [2017-09-04]. （原始内容存档于2021-03-01）.
138. ↑  . 2018-06-14  [2018-06-15]. （原始内容存档于2021-07-23）.
139. ↑  マリノフスキー 2017，第255 - 256頁.
140. ↑  向井 2016，第242頁.
141. ↑  マリノフスキー 2017，第19頁.
142. ↑  岸見一郎.  . KKベストセラーズ. 1999: 43、44. ISBN 978-4-584-10312-8.
143. ↑  秋山 1982，第65頁.
144. ↑  西村則昭.  . 創元社. 2004: 170. ISBN 978-4-422-11319-7.
145. ↑  上山 2014，第254 - 255頁.
146. ↑  フロイト 2018，第52頁.
147. ↑  向井 2016，第369頁.
148. ↑  向井 2016，第102, 116 - 118頁.
149. ↑  向井 2016，第397 - 399頁.
150. ↑  ジャック・ラカン.  . 藤田博史・片山文保訳. 講談社. 2016: 66、67 [1974]. ISBN 978-4-06-292402-3.
151. ↑  ジル・ドゥルーズ.  . 小泉義之訳. 河出書房新社. 2007: 49–50 [1969]. ISBN 978-4-309-46286-8.
152. ↑  アンドリュー・ヴァクス.  . 1995: 406 [1987]. ISBN 4-15-079602-5.
153. ↑  フロイト 2019，第536頁.
154. ↑  仲正昌樹.  . 筑摩書房. 2017: 114、115. ISBN 978-4-480-06969-6.
155. ↑  グロデック 2018，第333頁.
156. ↑  マリノフスキー 2017，第254頁.
157. 1 2  Rathus, Spencer A.; Nevid, Jeffrey S.; Fichner-Rathus, Lois. . Pearson Education. 2005: 624. ISBN 0-205-40615-7.
158. ↑  マリノフスキー 2017，第84 - 85頁.
159. ↑  ハーマン 2000，第69頁.
160. ↑  遠山 1997，第81 - 82, 173 - 174頁.
161. ↑  原田 2001，第81 - 84頁.
162. ↑  官 文娜.  (PDF). 立命館文學 (立命館大学). 2010年6月, 617: 89–72  [2011-07-26]. ISSN 0287-7015. （原始内容存档 (PDF)于2021-05-01）.
163. ↑  森田 裕之.  (PDF). 京都大学大学院教育学研究科紀要 (京都大学). 2001-03-31, 47: 465–474  [2011-08-31]. ISSN 1345-2142. （原始内容存档 (PDF)于2021-02-13）.
164. ↑  大城 2013，第98頁.
165. ↑  原田 2001，第59 - 60頁.
166. ↑  マリノフスキー 2017，第114頁.
167. ↑  篠田知和基.  . 八坂書房. 2011: 161–162. ISBN 978-4-896-94979-7.
168. ↑  トッド 2016，第145 - 147頁.
169. ↑  トッド 2016，第219 - 220頁.
170. 1 2 3 4  三宅 勝.  (PDF). 北大法学研究科ジュニア・リサーチ・ジャーナル (北海道大学). 1996, 3: 305–333  [2011-07-18]. （原始内容存档 (PDF)于2021-01-07）.
171. ↑  原田 2001，第50頁.
172. ↑  池田信夫; 與那覇潤.  . PHP研究所. 2015: 29–32 [2012]. ISBN 978-4-569-76250-0.
173. ↑  トッド 2016，第93頁.
174. ↑  南方 2015，第79, 83頁.
175. ↑  原田健一.  . 平凡社. 2003: 169. ISBN 978-4-582-53714-7.
176. ↑  南方 2015，第93頁.
177. ↑  瀬戸内寂聴; ひろさちや.  . 学研パブリッシング. 2012: 94–95 [1993]. ISBN 978-4-05-900770-8.
178. ↑  南方 2015，第77 - 78頁.
179. ↑  松長有慶. . 法蔵館. 2000: 23. ISBN 978-4-8318-7073-5.
180. ↑  原田 2001，第112頁.
181. ↑  藤巻一保.  . 学研パブリッシング. 2011: 50. ISBN 978-4-05-405076-1.
182. ↑  佐野大介.  . 中国研究集刊 (大阪大学中国学会). 2014, (59): 40.
183. ↑  南方 2015，第76 - 77頁.
184. ↑  藤永芳純.  (PDF). 道徳教育学論集 (大阪教育大学道徳教育教室). 1985-03-30, 4: 61–72  [2011-10-05]. ISSN 0910-2132. （原始内容 (PDF)存档于2013-05-17）.
185. ↑  杉山晴康.  (PDF). 早稲田法学 (早稲田大学). 1968-03-20, 43 (1): 17–50  [2011-09-30]. （原始内容 (PDF)存档于2012-03-14）.
186. ↑  橋本 2015，第99頁.
187. ↑  橋本 2015，第101頁.
188. ↑  三浦佑介.  . 文春文庫. 2006: 40–41. ISBN 978-4167725013.
189. ↑  入江 2016，第164頁.
190. ↑  島崎 2016，第111頁.
191. ↑  原田 2001，第10頁.
192. ↑  橋爪大三郎. . 光文社. 2015: 149. ISBN 978-4-334-03846-5.
193. ↑  佐藤 & 中村 2016，第143頁.
194. ↑  佐藤 & 中村 2016，第144頁.
195. ↑  原田 2001，第102頁.
196. ↑  原田 2001，第104頁.
197. ↑  Bigwood, Joan M. . Klio. December 2009, 91 (2): 311–341. ISSN 0075-6334. doi:10.1524/klio.2009.0015.
198. ↑  Scheidel, Walter. . Ethology and Sociobiology. 1996-09-01, 17 (5): 319–340. doi:10.1016/S0162-3095(96)00074-X.
199. ↑  García, María Olalla. . Iberia. Revista de la Antigüedad. 2001, 4: 181–197  [2019-03-02]. ISSN 1699-6909. （原始内容存档于2021-03-01） （西班牙语）.
200. ↑  .   [2019-03-02]. （原始内容存档于2021-05-01）.
201. ↑  .   [2019-03-02]. （原始内容存档于2021-05-06）.
202. ↑  Inhorn, Marcia C.; Chavkin, Wendy; Navarro, José-Alberto. . New York City: Berghahn Books. 2014: 245. ISBN 9781782384380.
203. ↑  南方 2015，第269 - 270頁.
204. ↑  南方 2015，第303頁.
205. ↑  山本 伸一. . 東京大学宗教学年報: 83. 2010  [2014-01-01]. （原始内容存档于2020-03-24）.
206. ↑  O'Flaherty, Wendy Doniger. . University of California Press. 1976: 7.
207. ↑  Baker, Robin.  . 紀伊國屋書店. 2000: 252. ISBN 978-4-314-00875-4.
208. ↑  ジャスティス 1980，第36頁.
209. ↑  原田武.  . 2004: 130. ISBN 978-4-88179-135-6.
210. ↑  . 世界大百科事典. 株式会社日立ソリューションズ・ビジネス.   [2014-03-18]. （原始内容存档于2014-03-18）.
211. ↑  大林太良.  . 評論社. 1975: 158.
212. ↑  潘绥铭; 黄盈盈. . 中国人民大学出版社. 2011: 145. ISBN 9787300133171.
213. 1 2  Alan Soble (编). . Greenwood Press. 2005: 806  [2019-02-26]. ISBN 978-0313334252. （原始内容存档于2021-05-01）.
214. ↑  原田 2001，第29頁.
215. ↑  . 上智大学中世思想研究所. 1995: 165. ISBN 978-4-582-73411-9.
216. ↑  エンペイリコス 1998，第369頁.
217. ↑  エンペイリコス 1998，第387頁.
218. ↑   . 京都大学学術出版会. 2006: 102–103. ISBN 978-4-87698-162-5.
219. ↑  ジル・ドゥルーズ.  . 小泉義之訳. 河出書房新社. 2007: 230–231 [1969]. ISBN 978-4-309-46285-1.
220. ↑  吉田 2013，第253頁.
221. ↑  陳寿.  . 裴松之注，今鷹真、井波律子訳. 筑摩書房. 1992: 70、71、129. ISBN 978-4-480-08041-7.
222. ↑  仲正 2018，第188 - 191頁.
223. ↑  藤原保信.  . 新評論. 2007: 192. ISBN 978-4-7948-0736-6.
224. ↑  ヘーゲル 1997，第35頁.
225. ↑  ヘーゲル 1997，第36 - 37頁.
226. ↑  ジョージ・スタイナー.  . 海老根宏、山本史郎訳. みすず書房. 1989: 15. ISBN 978-4-622-04536-6.
227. ↑  ジャック・ドント. . 飯塚勝久訳. 未来社. 2001: 40. ISBN 978-4-624-01158-1.
228. ↑  吉本隆明.  . 角川書店. 1982: 162. ISBN 978-4-04-150101-6.
229. ↑  仲正 2018，第197頁.
230. ↑  仲正 2018，第197 - 198頁.
231. ↑  原田 2001，第201頁.
232. ↑  門倉貴史.  . アスペクト. 2013: 18–19. ISBN 978-4-7572-2259-5.
233. ↑  フロム 2018，第149頁.
234. ↑  フロム 2018，第149 - 150頁.
235. 1 2  Terrill, Ross. . New York City: Simon and Schuster. 1980. ISBN 978-0-06-014243-8.
236. ↑  Feigon, Lee. . Chicago: Ivan R. Dee. 2002. ISBN 978-1-56663-458-8.
237. ↑  胡长明; 刘胜生. . 毛泽东思想研究. 1996, (2): 111–114  [2016-07-02]. （原始内容存档于2021-05-01） （中文）.
238. ↑  米歇尔·福柯. . 佘碧平譯. 上海: 上海人民出版社. 2005: 71–72. ISBN 7-208-05752-4.
239. ↑  小川仁志.  . NHK出版. 2013: 85. ISBN 978-4-14-088421-8.
240. ↑  鷲田小彌太.  . 講談社. 2016: 101. ISBN 978-4-06-288357-3.
241. ↑  高橋 2017，第277, 287頁.
242. ↑  高橋 2017，第287 - 288頁.
243. ↑  Loyau, Adeline; Cornuau, Jérémie H.; Clobert, Jean; Danchin, Étienne. . PLOS ONE. 2012-12-10, 7 (12): e51293. PMC 3519633 . PMID 23251487. doi:10.1371/journal.pone.0051293.
244. ↑  原田 2001，第76 - 77頁.
245. ↑  中村 2015，第117頁.
246. ↑  中村 2015，第128頁.
247. ↑  山極 2015，第240 - 241頁.
248. ↑  山極 2015，第54 - 56頁.
249. ↑  山極 2015，第217 - 218頁.
250. ↑  . AFP. 2015-04-10  [2015-04-17]. （原始内容存档于2021-05-01）.
251. ↑  平山朝治.  (PDF). 東京家政学院筑波女子大学紀要 (筑波学院大学). 2003, 7: 159–177  [2011-09-07]. ISSN 1342-6451. （原始内容存档 (PDF)于2021-05-01）.
252. ↑  西田利貞; 上原重男.  . 1999: 240. ISBN 4-7907-0743-1.
253. ↑  桑村哲生.  . 岩波書店. 2004: 22–24. ISBN 4-00-430909-3.
254. ↑  元村有希子.  . KADOKAWA. 2016: 309 [2012]. ISBN 978-4-04-601325-5.
255. ↑  山極寿一; 尾本恵市.  . 筑摩書房. 2017: 205. ISBN 978-4-480-07100-2.
256. ↑  川田 2001，第37 - 45頁.
257. ↑  ジャドソン 2004，第239頁.
258. ↑  . AFP. 2011-12-12  [2017-02-26]. （原始内容存档于2021-05-01）.
259. ↑  . TECH TIMES. 2014-12-26  [2017-02-26]. （原始内容存档于2021-05-01）.
260. ↑  酒井 2015，第250頁.
261. ↑  . Genetic-Genealogy.co.UK.   [2018-12-01]. （原始内容存档于2021-04-03）.
262. 1 2  ラザフォード 2017，第216頁.
263. ↑  ラザフォード 2017，第229 - 230頁.
264. ↑  Antfolk, Jan; Lieberman, Debra; Santtila, Pekka. . PLoS ONE. 2012, 7 (11): e50613. Bibcode:2012PLoSO...750613A. PMC 3509093 . PMID 23209792. doi:10.1371/journal.pone.0050613.
265. ↑  原田 2001，第72 - 73頁.
266. ↑  Bennett, Robin L.; Motulsky, Arno G; Bittles, Alan;  et al. . Journal of Genetic Counseling (PDF). 2002, 11 (2): 97–119. doi:10.1023/A:1014593404915.
267. 1 2 3  原田 2001，第71頁.
268. ↑  ラザフォード 2017，第218頁.
269. ↑  ラザフォード 2017，第228頁.
270. ↑  Thornhill, Nancy Wilmsen. . University of Chicago Press. 1993. ISBN 978-0-226-79854-7.
271. ↑  豐田文一, 倉本政雄.  (PDF). 金澤醫科大學十全會雜誌 (金澤醫科大學十全會). 1943年10月30日, 48 (10): 2270–2273  [2011-09-21]. （原始内容 (PDF)存档于2012年12月10日）.
272. ↑  ハーマン 2000，第60 - 61頁.
273. ↑  . AFPBB News. 2008-09-04  [2014-03-15]. （原始内容存档于2021-05-01）.
274. ↑  王強. . 千華數位文化. 2018: 247–249  [2019-03-01]. ISBN 9789864875054. （原始内容存档于2021-12-18）.
275. ↑  . Elfri.be. 2009-07-15  [2013-07-30] （荷兰语）.
276. ↑  James, Suzan Donaldson. . ABC News. 2010-12-15  [2011-04-23]. （原始内容存档于2021-05-01）.
277. ↑  . Indiatogether.org. 2009-04-30  [2013-06-01]. （原始内容存档于2017-01-21）.
278. ↑  .   [2013-06-01]. （原始内容存档于2015-10-04）.
279. ↑  . 国会会議録検索システム. 国立国会図書館.   [2011-08-19]. （原始内容存档于2012-12-10）.
280. ↑  . 中華民国法務部.   [2019-02-21]. （原始内容存档于2020-09-18）. 第 230 條 與直系或三親等內旁系血親為性交者，處五年以下有期徒刑……第 236 條 第二百三十條之罪，須告訴乃論。
281. ↑  . Legislation.gov.hk. 2024-03-23  [2025-04-03].
282. ↑  . Legislation.gov.hk. 2019-09-19  [2025-04-03].
283. ↑  . 明報. 新浪. 2010-07-22  [2011-06-01]. （原始内容存档于2010-07-24）.
284. ↑  . 星洲日報. 新浪. 2010-03-26  [2011-04-23]. （原始内容存档于2020-11-19）.
285. ↑  . 星洲日報. 新浪. 2010-09-07  [2011-05-27]. （原始内容存档于2020-11-19）.
286. ↑  ハーマン 2000，第299 - 330頁.
287. ↑  Jacoby, Jeff. . boston. 2005-08-28  [2011-08-22]. （原始内容存档于2016-03-04） （英语）.
288. ↑  Criminal Law - Page 200, John M. Scheb - 2008
289. ↑  Family Law in the USA - Page 207, Lynn Dennis Wardle, Laurence C. Nolan - 2011
290. 1 2  . legislation.gov.uk. The National Archives of United Kingdom.   [2014-03-28]. （原始内容存档于2021-05-01）.
291. ↑  . Sexual Offences Act 1956. National Archives UK.   [2014-03-28]. （原始内容存档于2021-05-01）.
292. ↑  . telegraph. 2010-01-28  [2011-05-25]. （原始内容存档于2014-03-12） （英语）.
293. ↑  原田 2001，第33頁.
294. 1 2  . AFPBB News. 2008-03-15  [2011-06-15]. （原始内容存档于2013-06-24）.
295. 1 2  . 立場新聞. 2017-04-27  [2019-04-15]. （原始内容存档于2019-09-23）.
296. ↑  . BBC News. BBC. 2008-03-13  [2011-07-09]. （原始内容存档于2021-05-01）.
297. ↑  Moore, Tristana. . BBC News. BBC. 2007-03-07  [2011-05-20]. （原始内容存档于2021-05-01） （英语）.
298. 1 2  . AFPBB News. 2014-09-25  [2014-09-26]. （原始内容存档于2021-05-01）.
299. ↑  フラヴィオ・フェブラロ.  . 創元社. 2015: 157. ISBN 978-4-422-70093-9.
300. ↑  望月 & 三浦 2015，第72 - 73頁.
301. ↑  秦剛平.  . 青土社. 2010: 75. ISBN 978-4-791-76564-5.
302. ↑  望月 & 三浦 2015，第56, 58 - 59頁.
303. ↑  池上英洋.  . 筑摩書房. 2014: 247. ISBN 978-4-480-09651-7.
304. ↑  白倉 2015，第293頁.
305. ↑  白倉 2004，第259頁.
306. ↑  白倉 2015，第294頁.
307. ↑  白倉 2004，第260頁.
308. ↑  ジェーン・カリアー.  . 新潮社. 2003: 74. ISBN 978-4-105-42801-3.
309. ↑  ジャネット・ツヴィンゲンベルガー.  . 二玄社. 2007: 18. ISBN 978-4-544-21010-1.
310. ↑  黒井千次.  . 河出書房新社. 1984: 84. ISBN 978-4-309-00375-7.
311. ↑  ジャン=ルイ・ガイユマン.  . 創元社. 2010: 86. ISBN 978-4-422-21207-4.
312. ↑  李扁.  (PDF). 華人性權研究. 2010, (2): 24  [2019-03-10]. （原始内容存档 (PDF)于2011-10-10）.
313. ↑  侯西安. . 联合早报. 2009-02-04  [2019-03-10].
314. ↑  フィリップ・ファンデンベルク.  . 坂本明美訳. アリアドネ企画、三修社. 1997: 137–138 [1986]. ISBN 4-384-02361-8.
315. ↑  樋口 2016，第88頁.
316. ↑  加藤 2015，第158 - 159頁.
317. ↑  加藤 2015，第163頁.
318. ↑  神部智.  . 音楽之友社. 2015: 34–38. ISBN 978-4-27-613055-5.
319. ↑  浜本 2017，第116頁.
320. ↑  浜本 2017，第119 - 121頁.
321. ↑  浜本 2017，第121 - 124頁.
322. ↑  浜本 2017，第129 - 131頁.
323. ↑  浜本 2017，第124頁.
324. ↑  桜澤麻衣.  . 二見書房. 2018: 72、73 [1999]. ISBN 978-4-576-17199-9.
325. ↑  中条 2010，第162頁.
326. ↑  竹宮惠子.  . 小学館. 2016: 221、222. ISBN 978-4-09-388435-8.
327. ↑  中条 2010，第130頁.
328. ↑  BROUCHURE#1 少女革命ウテナ Blu-ray BOX 上巻,2013年,28頁
329. ↑  仙石寛子. . Twitter. 2015-03-15  [2015-03-16]. （原始内容存档于2021-05-01）.
330. ↑  仙石寛子. . Twitter. 2015-03-15  [2015-03-16]. （原始内容存档于2021-05-01）.
331. ↑  藤本由香里.  . 学陽書房. 1998: 319. ISBN 978-4-313-87011-6.
332. ↑  高橋裕子.  . 岩波書店. 1996: 220–221. ISBN 978-4-00-002995-7.
333. ↑  本田 2005，第142, 145 - 146頁.
334. ↑  本田 2005，第142 - 143, 150 - 152頁.
335. ↑  日垣 2006，第93頁.
336. ↑  山脇 2016，第223頁.
337. ↑  宮地 2013，第249頁.
338. ↑  橘 2016，第224 - 225頁.
339. ↑  畑健二郎.  . 小学館. 2017: 36、37.
340. ↑  井中だちま.  . KADOKAWA. 2017: 315. ISBN 978-4-04-072203-0.
341. ↑  宮本直毅. .  . 総合科学出版. 2013. ISBN 978-4-88181-829-9 （日语）.
342. ↑  宮本直毅. .  . 総合科学出版. 2013. ISBN 978-4-88181-829-9 （日语）.
343. ↑  酒井順子.  . 集英社. 2014: 70. ISBN 978-4-08-745178-8.
344. ↑  藤木 2015，第236頁.
345. ↑  藤木 2015，第253頁.
346. ↑  森林 2016，第81 - 83頁.
347. ↑  湯山玲子.  . KADOKAWA. 2017: 157. ISBN 978-4-04-106130-5.
348. ↑  西澤 1994，第32, 157頁.
349. ↑  永沢光雄. . 文藝春秋. 1999: 278. ISBN 4-16-749302-0.
350. ↑  代々木 2016，第80頁.
351. ↑  代々木 2016，第210, 224頁.
352. ↑  森林 2016，第207 - 209頁.
353. ↑  アケミン 2017，第183頁.
354. ↑  アケミン 2017，第193頁.

### 來源
- ブレア・ジャスティス; リタ・ジャスティス.  . 由山田和夫; 高塚雄介翻译. 新泉社. 1980.
- オットー・ランク.  . 由前野光弘翻译. 中央大学出版部. 2006 [1926]. ISBN 4-8057-5163-0.
- 青木健.  . 講談社. 2008. ISBN 978-4-06-258408-1.
- 老川寛 監修 (编).  . 家族研究論文資料集成. 第19巻 婚姻3. クレス出版. 2001. ISBN 978-4-87733-095-8.
- 中条省平.  . 幻冬舎. 2010. ISBN 978-4-344-98195-9.
- 山内昶.  . 筑摩書房. 1996. ISBN 978-4-480-05691-7.
- 芝崎みゆき.  . バジリコ. 2004. ISBN 4-901784-42-0.
- 川田順造 (编).  . 藤原書店. 2001. ISBN 4-89434-267-7.
- 原田武.  . 人文書院. 2001. ISBN 978-4-409-24065-6.
- アダム・ラザフォード.  . 由垂水雄二翻译. 文藝春秋. 2017 [2016]. ISBN 978-4-16-390774-1.
- 大城道則.  . 中央公論新社. 2013. ISBN 978-4-12-102235-6.
- 島崎晋.  . 徳間書店. 2016. ISBN 978-4-19-907065-5.
- 麻生川静男.  . KADOKAWA. 2017. ISBN 978-4-04-082109-2.
- オリヴィア・ジャドソン.  . 光文社. 2004. ISBN 978-4-334-96165-7.
- 平野敏政.  . 慶応通信. 1994. ISBN 4-582-76206-9.
- 穂積陳重.  . 書肆心水. 2007. ISBN 978-4-902-85432-9.
- 橋本治.  . 集英社. 2015. ISBN 978-4-08-720810-8.
- 望月麻美子; 三浦たまみ.  . 大和書房. 2015. ISBN 978-4-479-30527-9.
- 大塚ひかり.  . 新潮社. 2017. ISBN 978-4-10-610735-1.
- 白倉敬彦.  . 講談社. 2015. ISBN 978-4-062-92319-4.
- 白倉敬彦.  . 洋泉社. 2004. ISBN 978-4-896-91827-4.
- 池田由子.  . 中央公論社. 1987. ISBN 4-12-100829-4.
- ジュディス・L・ハーマン.  . 誠信書房. 2000 [1981]. ISBN 4-414-42855-6.
- リチャード・B・ガートナー (编).  . 由宮地尚子; 井筒節; 岩崎直子; 堤敦朗; 村瀬健介翻译. 作品社. 2005 [1999]. ISBN 4-86182-013-8.
- スティーブン・レベンクロン.  . 由森川那智子翻译. 集英社. 2005 [1998]. ISBN 4-08-760479-9.
- B・マリノフスキー.  . 由阿部年晴; 真崎義博翻译. 筑摩書房. 2017 [1927]. ISBN 978-4-480-09775-0.
- 向井雅明.  . 筑摩書房. 2016 [1988]. ISBN 978-4-480-09676-0.
- 上山安敏.  . 岩波書店. 2014 [1989]. ISBN 978-4-00-600316-6.
- ジークムント・フロイト.  . 由十川幸司翻译. 講談社. 2018. ISBN 978-4-06-292460-3.
- ゲオルク・グロデック.  . 由岸田秀; 山下公子翻译. 講談社. 2018 [1923]. ISBN 978-4-06-292495-5.
- 秋山さと子.  . 講談社. 1982. ISBN 4-06-145677-6.
- 遠山美都男.  . 講談社. 1997. ISBN 4-06-149379-5.
- エマニュエル・トッド.  . 由堀茂樹翻译. 文藝春秋. 2016. ISBN 978-4-16-661093-8.
- 中村美知夫.  . 中央公論新社. 2015. ISBN 978-4-12-004756-5.
- 山極寿一.  . 新潮社. 2015 [1997]. ISBN 978-4-10-126591-9.
- 吉田敦彦.  . 大和書房. 2013. ISBN 978-4-479-30445-6.
- セクストス・エンペイリコス.  . 由金山弥平; 金山万里子翻译. 京都大学学術出版会. 1998. ISBN 978-4-87698-108-3.
- ゲオルク・ヴィルヘルム・フリードリヒ・ヘーゲル.   下. 由樫山欽四郎翻译. 平凡社. 1997. ISBN 978-4-582-76206-8.
- 仲正昌樹.  . 講談社. 2018. ISBN 978-4-06-513075-9.
- エーリッヒ・フロム.  . 由渡会圭子翻译. 筑摩書房. 2018 [1964]. ISBN 978-4-480-09841-2.
- 加瀬俊一.  . 文芸春秋. 1992 [1989]. ISBN 4-16-717903-2.
- 高橋和巳.  . 筑摩書房. 2017 [2014]. ISBN 978-4-480-43432-6.
- 加藤浩子.  . 平凡社. 2015. ISBN 978-4582857979.
- 樋口ヒロユキ.  . 青土社. 2016. ISBN 978-4-7917-6929-2.
- 南方熊楠. 中沢新一 , 编.  . 河出書房新社. 2015 [1991]. ISBN 978-4-309-42063-9.
- 入江曜子.  . 岩波書店. 2016. ISBN 978-4-00-431595-7.
- 佐藤優; 中村うさぎ.  . 文藝春秋. 2016 [2013]. ISBN 978-4-16-790559-0.
- 浜本隆志.  . 河出書房新社. 2017. ISBN 978-4-309-62505-8.
- 本田透.  . 筑摩書房. 2005. ISBN 4-480-06271-8.
- 日垣隆.  . 文藝春秋. 2006. ISBN 4-16-660529-1.
- 山脇由貴子.  . 文藝春秋. 2016. ISBN 978-4-16-661090-7.
- 宮地尚子.  . 岩波書店. 2013. ISBN 978-4-00-431404-2.
- 橘ジュン.  . 小学館. 2016. ISBN 978-4-09-825262-6.
- 藤木TDC.  . 文藝春秋. 2015 [2011]. ISBN 978-4-16-790521-7.
- 森林原人.  . 講談社. 2016. ISBN 978-4-06-293431-2.
- 代々木忠.  . 新潮社. 2016 [2012]. ISBN 978-4-10-120416-1.
- 西澤哲.  . 誠信書房. 1994. ISBN 4-414-40172-0.
- アケミン.  . 幻冬舎. 2017. ISBN 978-4-344-03055-8.
- フロイト.  . 由懸田克躬翻译. 中央公論新社. 2019 [1917]. ISBN 978-4-12-206720-2.
- 酒井仙吉.  . 講談社. 2015. ISBN 978-4-06-257898-1.

## 外部連結
- .  14 (第11版). London. 1911.
- 中的“近親性交”
- "Incest / Sexual Abuse of Children" by Patricia D. McClendon, MSSW